# Liste von Abkürzungen im Eisenbahnwesen
Die Verwendung von Abkürzungen ist im Eisenbahnwesen weit verbreitet.
Bei den deutschen und österreichischen Eisenbahnen gibt es zur Anwendung von Abkürzungen besondere Vorschriften, bei denen grundsätzlich der sonst bei Abkürzungen übliche Punkt weggelassen wird. Im folgenden Verzeichnis sind sowohl historische als auch aktuelle Abkürzungen aus Deutschland und Österreich aufgeführt.

## A
| a                      | Abkürzung in Bahnhofsplänen: Aufstellgleis |
| a                      | auf (laut Ril 408.01) |
| A                      | Anzahl der Achsen (Abkürzung beim Vormelden von Zügen) (siehe auch Ax, X) |
| A                      | Ankündigen (laut Ril 408.01) |
| A                      | Kurzzeichen für die Bahndirektion Hamburg (1884 als Eisenbahndirektion Altona gegründet, 1937 in Rbd Hamburg umbenannt)                                                           |
| A                      | in Verkehrstage-Angaben: an Arbeitstagen (siehe auch W) |
| A                      | Arztwagen, ehemalige Abkürzung in Unfallunterlagen |
| A                      | Reisezugwagen-Gattungsbuchstabe: Sitzwagen 1. Klasse (auch in Zusammensetzungen wie WLA, Schlafwagen erster Klasse)                                                               |
| A                      | als Kürzel für einen Hauptdienstzweig der Deutschen Reichsbahn: Bahnanlagen |
| A                      | Anfangsfeld, Blockfeld des Felderstreckenblocks oder Blockrelais des Relaisblockes mit vergleichbarer Funktion                                                                    |
| A                      | Arbeitszug (veraltet) |
| AA                     | Ausrundungsbogenanfang |
| AAG                    | Allaman-Aubonne-Gimel-Bahn, (frz.: Chemin de fer Allaman-Aubonne-Gimel) |
| AAR                    | Vereinigung der amerikanischen Eisenbahnen, engl. Association of American Railroads                                                                                               |
| AAR                    | Auftragsabrechnung (Begriff aus der Buchhaltung) |
| Ab                     | Abnahmebeamter |
| AB                     | Appenzeller Bahn |
| AB                     | Ausführungsbestimmung |
| AB                     | automatischer Streckenblock |
| AB                     | Reisezugwagen-Gattungsbuchstabe: Sitzwagen mit Plätzen 1. und 2. Klasse (auch in Zusammensetzungen wie WLAB, Schlafwagen erster und zweiter Klasse)                               |
| ABA                    | Allgemeine Bedingungen für Anschlussbahnen |
| ABC                    | Reisezugwagen-Gattungsbuchstabe: Sitzwagen mit Plätzen 1., 2. und 3. Klasse (auch in Zusammensetzungen wie WLABC, Schlafwagen erster, zweiter und dritter Klasse; 1956 entfallen) |
| ABC-Raster             | Lastgrenzenraster an Güterwagen |
| ABD                    | Ausfuhrbegleitdokument |
| ABE                    | Allgemeine Bedingungen für bahnamtliche Expressgutbestätter |
| ABest                  | Ausführungsbestimmung |
| Abf                    | Abfahrt |
| Abf                    | Abfertigung |
| Abfh                   | Abfertigungshilfsstelle |
| Abfk                   | Abfertigungskasse |
| Abk                    | Abkürzung |
| ABl                    | Amtsblatt |
| abs                    | absetzen |
| ABS                    | Ausbaustrecke |
| Abschn                 | Abschnitt |
| Abst                   | Abstand |
| Abt                    | Abteil |
| ABW                    | Außenbogenweiche |
| abw v                  | abweichend von |
| Abw                    | Abweichung |
| Abzw                   | Abzweigstelle |
| AC                     | Wechselstrom/Wechselspannung (engl) |
| ACM                    | Auxillary Converter Module (Hilfsbetriebestromrichter) |
| ACTS                   | Abrollcontainer-Transportsystem |
| AD                     | Automatic Driving; ETCS-Betriebsart |
| Adp                    | Außendienstposten |
| A-Druck                | Ausgleichbehälterdruck |
| AE                     | Ausrundungsende |
| AEG                    | Allgemeines Eisenbahn-Gesetz |
| AFB                    | Automatische Fahr- und Bremssteuerung |
| AG                     | Aufnahmsgebäude |
| AGAWA                  | Ausgleichs- und Auswertungsamt der DR |
| Agl                    | Anschlussgleis |
| Agla                   | Ausgleichsamt für fehlende und überzählige Sendungen |
| AGS                    | Ausgangsschütz |
| AFZ                    | Automatisches Fahrgastzählsystem |
| AH                     | Absperrhahn |
| AIM                    | Anlagen- und Instandhaltungsmanagement (DB InfraGO AG) |
| AISP                   | Atlas Inertiales Sensorpaket |
| AIT                    | Abnahmeinspektion Triebfahrzeuge |
| AIW                    | Abnahmeinspektion Wagen |
| AiZ                    | Automation im Zug |
| ak                     | angekommen (laut Ril 408.01) |
| AK                     | Automatische Kupplung |
| AL                     | Aigle-Leysin-Bahn, (frz.: Chemin de fer Aigle-Leysin) |
| ALB                    | Abteilungsleiter Betrieb |
| ALB                    | Hekurudha Shquiperise, ehemalige albanische Eisenbahnverwaltung |
| Allsta                 | Vorschrift für die allgemeine Eisenbahnstatistik |
| Alv                    | Anlagenverantwortlicher |
| Alwegbahn              | Sattelbahn (nach dem schwedischen Industriellen Axel Lenard Wenner-Gren) |
| aMA                    | alleinarbeitender Mitarbeiter |
| AMA                    | Achszahlmeldeanlage |
| AMK                    | Automatische Mittelpufferkupplung |
| Ank                    | Ankunft |
| Anl                    | Anlage |
| Anh                    | Anhang |
| Anschl                 | Anschluss (Umstieg) |
| Anschl                 | ältere Abkürzung für Anschlussstelle |
| Anst                   | Anschlussstelle |
| AOS                    | Ausfahrschrankenöffnungsschalter |
| AP                     | Abschnittsprüfung (im Bahnhof) |
| apl                    | außerplanmäßig |
| AQF                    | Aktive Querfederung |
| AQZ                    | Aktive Querzentrierung |
| AR                     | Reisezugwagen-Gattungsbuchstabe, Sitzwagen erster Klasse, zusätzlich mit Küche und Speiseraum                                                                                     |
| Arb                    | Arbeiten, Arbeitsstelle (laut Ril 408.01) |
| Arbz                   | Arbeitszug |
| AS                     | Ausfahrsignal (ÖBB-Bezeichnung) |
| AS                     | Automatische Stromabnehmersenkeinrichtung |
| ASAO                   | Arbeitsschutzanordnung |
| ASC                    | Anlagen Service Center (ÖBB) |
| ASD                    | Aigle-Sépey-Diablerets-Bahn, (frz.: Chemin de fer Aigle-Sépey-Diablerets) |
| ASF                    | Akkumulator-Schleppfahrzeug (z. B. LEW EL 16) |
| ASG                    | Antriebssteuergerät |
| Asig                   | Ausfahrsignal (DB-Bezeichnung) |
| asm                    | Aare Seeland mobil AG |
| ASP                    | Axle load speed profile; ETCS-Begriff für achslastabhängiges Geschwindigkeitsprofil                                                                                               |
| ASR                    | Ablaufsteuerrechner |
| ASR                    | Ausgangsstromrichter |
| ASS                    | Automatische Stromabnehmersenkeinrichtung |
| aT                     | außergewöhnlicher Transport |
| AT                     | Ausnahmetarif |
| AT                     | Ausschalttaste |
| AT                     | Aluminothermische Schweißung (Thermitschweißung) |
| AT                     | Akkumulatortriebwagen |
| ATC                    | Automatic Train Control |
| ATO                    | Automatic Train Operation; ETCS-Begriff für automatischer Zugfahrbetrieb |
| ATP                    | Automatic Train Protection; ETCS-Begriff für automatisches Zugsicherungssystem |
| ATV                    | Allgemeine Tarifvorschriften |
| ATZ                    | Automatische Telefonzentrale |
| au                     | außergewöhnlich |
| Aufs                   | Aufsicht |
| auSend                 | außergewöhnliche Sendung |
| aufgeh                 | aufgehoben (laut Ril 408.01) |
| aufgest                | aufgestellt (laut Ril 408.01) |
| Aufs                   | Aufsicht (laut Ril 408.01) |
| Ausf                   | Ausfahrt |
| Ausfsig                | Ausfahrsignal (DR) |
| Ausfvsig               | Ausfahrvorsignal (DR) |
| ausg                   | ausgenommen (laut Ril 408.01) |
| Auto HET Automatik HET | Automatisierte Hilfseinschalttaste (Zugeinwirkstelle für die automatische Hilfseinschaltung)                                                                                      |
| ATP                    | Advanced Train Protection (britische Zugbeeinflussung) |
| Ausk                   | Auskunft |
| AV                     | Amtsvorstand, Dienstbezeichnung für den Leiter eines Amtes/Reichsbahnamtes |
| Avsig                  | Ausfahrvorsignal (Deutsche Bahn) |
| Avst                   | siehe AV |
| AVV                    | Allgemeiner Vertrag für die Verwendung von Güterwagen, gültig ab 1. Juli 2006 |
| Aw                     | Ausbesserungswerk |
| Awanschl               | ältere Abkürzung für Ausweichanschlussstelle |
| Awanst                 | Ausweichanschlussstelle (Deutsche Bahn) |
| A-Weg                  | alternativer Fahrweg (laut Ril 408.01) |
| AWB                    | Anschließender Weichenbereich |
| AWI                    | Automatische Weichen-Inspektion |
| Ax                     | (Anzahl der) Achsen (als Maß für die Zuglänge) |
| Az                     | Achszähler |
| Az                     | Arbeitszug |
| Az                     | Arbeitszugführer |
| AZE                    | Anzeigeeinheit |
| AzFV                   | Anhang zu den Fahrdienstvorschriften und zum Signalbuch |
| AzGrT                  | Achszählergrundstellungstaste |
| AZS                    | Achszählsystem |
| A/Erl                  | Blockrelais mit Anfangs- und Erlaubnisfeldfunktion |

## B
| b               | Kennbuchstabe (in Verbindung mit einem Reisezugwagen-Gattungsbuchstaben) Wagen mit behindertengerechter Ausrüstung                                                |
| b               | bei (als Bestandteil des Bahnhofsnamens, z. B. Leuben b Riesa) |
| B               | Befehlsstellwerk |
| B               | Kurzzeichen für Rbd Berlin |
| B               | Reisezugwagen-Gattungsbuchstabe Sitzwagen 2. Klasse |
| B               | Bedarfszug, in Verkehrstage-Angaben: Zug verkehrt nach Bedarf (laut Ril 408.01)                                                                                   |
| Ba              | Betriebsabteilung (als Teil-Nachfolgeorganisation eines Reichsbahnamtes)                                                                                          |
| Ba              | Befehlsabgabefeld (Blockfeld auf mechanischen Stellwerken) |
| Ba              | Befehlsabgabe |
| BA              | Bauart (von Wagen) |
| BA              | Betriebsart |
| BA              | Betriebsamt |
| BA              | Kreisbogenanfang |
| BACC            | Blocco elettrico automatico a correnti codificate (italienisches Zugbeeinflussungssystem)                                                                         |
| Bad.St.B.       | Badische Staats-Bahnen |
| Bäd             | Bahnärztlicher Dienst |
| Bafesa          | Bahnfernschreibselbstanschlussanlage |
| BAM             | Baikal-Amur-Magistrale |
| Bapo            | Bahnpolizei |
| BAR             | Berliner Außenring |
| BAR             | Bedien- und Anzeigerechner (eStw SIMIS-C) |
| Basa            | Bahnselbstanschlussanlage |
| BAGAP           | Betrieblicher Alarm- und Gefahrenabwehrplan |
| Bau             | Oberbaustoffwagen, ehemalige Abkürzung in Unfallunterlagen |
| Baust           | Baustelle (laut Ril 408.01) |
| Baust wand      | Baustelle wandert |
| baw             | bis auf weiteres (laut Ril 408.01) |
| BB              | Beförderungsbedingungen |
| BB              | Betriebsbremsung |
| BBD             | Bundesbahndirektion |
| Bbf             | Betriebsbahnhof |
| BBKK            | Bundesbahn-Betriebskrankenkasse, seit Vereinigung mit der Reichsbahn-Betriebskrankenkasse (RBKK) nur noch Bahn-BKK                                                |
| BBLDR           | Baubetriebsleitung der DR |
| BbOR            | Titel Bundesbahn-Oberrat |
| BBp             | Briefbahnpost |
| BbR             | Titel Bundesbahnrat |
| BBU             | Bahnbetriebsunfall, so wurden bestimmte Arten von Ereignissen im Bahnbetrieb allgemein bezeichnet                                                                 |
| BCU             | Brake Control Unit (BSG) |
| BCU-GU          | Brake Control Unit – Gateway Unit (übergeordneter Bremsrechner)                                                                                                   |
| Bd              | Bereichsdisponent BZ |
| BD              | Bundesbahndirektion, auch Bahndirektion |
| BD              | Batterie direkt |
| BDE             | Beidrückeinrichtung (auf Rangierbahnhöfen) |
| BdHb            | Beauftragter des Hauptbuchhalters (Reichsbahn) |
| Bdl             | Bahnhofsdispatcherleitung, frühere Bezeichnung für eine Betriebsleitstelle auf großen Rangierbahnhöfen der Deutschen Reichsbahn in der DDR bis 1990               |
| BDV             | Betriebsdatenverteiler |
| Bdwg            | Baudienstwagen |
| BDŽ             | Balgarski Darschawni Schelesnizi (bulgarisch Български Държавни Железници), bulgarische Staatsbahn                                                                |
| BE              | Bettungserneuerung |
| BE              | Kreisbogenende |
| Be              | Befehlsempfangsfeld (Blockfeld auf mechanischen Stellwerken) |
| Be              | Befehlsempfang |
| Bebu            | Betriebsstellenbuch (bis Dezember 2015 öRil MaB) |
| Bed-BÜSA        | Bedienerüberwachte Bahnübergangssicherungsanlage |
| Bedh            | Bedarfshalt |
| bef             | befährt |
| Bef             | Befehl (laut Ril 408.01) |
| Bef             | Beförderung oder Beförderungsbuch |
| BefBed          | Beförderungsbedingungen |
| Befo            | Beförderungsanordnung (laut Ril 408.01) |
| Befst           | Befehlsstelle |
| Befstw          | Befehlsstellwerk |
| beg             | beginnt |
| Begl            | Begleiter |
| beh             | behandelt oder beheimatet |
| Beh             | Behälter, deutsche Bezeichnung für Container (auch: Großbehälter)                                                                                                 |
| Bek             | Bekanntgabe oder Bekanntmachungsblatt |
| Bel             | Beladung |
| ben             | benachrichtigt (laut Ril 408.01) |
| Ben             | Benachrichtigung (laut Ril 408.01) |
| Ber             | Berichtigung oder Berichtigungsblatt |
| Berü            | im elektronischen Stellwerk: Bereichsübersicht |
| bes             | besetzt (laut Ril 408.01, V3) |
| Bet             | Beteiligte (beteiligte Stellen) (laut Ril 408.01) |
| Betr            | Betrieb, auch Betriebsdienst als Gesamtheit aller Aufgaben zur Beförderung von Personen und zum Transport von Gütern mit Zügen oder Rangierfahrten                |
| Betra           | Betriebs- und Bauanweisung (früher „VBA“ Verkehrs- und Bauanweisung)                                                                                              |
| Betrst          | Betriebsstelle (oder Bst laut Ril 408.01) |
| BEU             | Bundesstelle für Eisenbahn-Unfalluntersuchung |
| BEV             | Bahnenergieversorgung |
| BEV             | Bundeseisenbahnvermögen |
| Bez             | Bezirk (laut Ril 408.01) (als Zusatz bei Abzweigen) |
| BezL            | Bezirksleiter |
| Bf              | Bahnhof (laut Ril 408.01) |
| Bf-Do           | Bahnhof-Dienstordnung |
| BfK             | Bahnhofskasse |
| Bfo             | Bahnhofsfahrordnung (neu: FfZ) |
| Bfpl            | Buchfahrplan |
| BFS             | Betriebsfernsteuersystem |
| Bfsb            | Bahnhofsbuch |
| Bfsk            | Bahnhofskasse |
| Bft             | Bahnhofsteil (laut Ril 408.01) |
| BfVst           | Bahnhofsvorsteher |
| BfW             | Bedingungen für Wartungseinrichtungen |
| BFZ             | Betriebsführungszentrale |
| b G             | ehemaliger Zusatz im Fahrplan: beschränkte Gepäckbeförderung |
| Bga             | Bereichsgüterabfertigung |
| Bgl             | Baugleis (laut Ril 408.01) |
| BGL             | Generalbetriebsleitung der Deutschen Bundesbahn |
| BGL             | Betriebsgewerkschaftsleitung des FDGB in der Deutschen Reichsbahn in der DDR                                                                                      |
| Bgm             | Bergmeister, Bezeichnung für den Rangiermeister am Ablaufberg |
| BGR             | Betriebsgüterrichtlinie |
| BGS             | Baugleissperre |
| BGS             | Bremse-Gelöst-Schleife |
| BGT             | Bremsgerätetafel |
| BGT             | Blockgruppentaste |
| Bh              | Bremshundertstel |
| Bhf             | außerhalb des Bahnbetriebs ebenso übliche Abkürzung für „Bahnhof“                                                                                                 |
| Bhm             | Bahnhofsmission |
| BHS             | Batteriehauptschütz |
| BHV             | Bundesbahnhauptverwaltung |
| BI              | Titel Bundesbahn-Inspektor |
| BIDC            | Bureau international de documentation des chemins de fer Internationales Dokumentationsbüro der Eisenbahnen                                                       |
| Bildfpl         | Bildfahrplan |
| Bing            | Betriebsingenieur |
| BIT             | BahnInfoTafel (dynamischer Anschlussanzeiger) |
| Bk              | Blockstelle |
| Bkm             | Betriebskilometer |
| BKU             | Büro-Kommunikation Unternehmensweit (IT-Arbeitsplatz gestellt von DB Systel)                                                                                      |
| BKr             | Bogenkreuzung |
| Bksig           | Blocksignal (laut Ril 408.01) |
| Bkvsig          | Blockvorsignal (laut Ril 408.01) |
| Bkw             | Bahnkraftwerk |
| Bkw             | Blockwärter (siehe auch Blw) |
| BKW             | Bereichskennungswechsel (LZB) |
| BKW             | Bogenkreuzungsweiche |
| Bkz             | Blockkennzeichen |
| Bl              | Blockposten |
| Bl              | Blockverbindung |
| BLE             | Batterieladeeinheit |
| BLG             | Batterieladegerät |
| blg             | bahnlagernd |
| Blifü           | Blinklichtanlagen mit Fernüberwachung (laut Ril 408.01) |
| Blilo           | Blinklichtanlagen mit Überwachungssignalen (laut Ril 408.01) |
| Bln             | Berlin |
| BLST            | Betriebsleitstelle |
| Blst            | Blockstelle |
| BluStV          | Block- und Stellwerksvorschrift, DV 412 |
| Blw             | Blockwärter |
| Bm              | Bahnmeisterei, auch Bahnmeister |
| Bm              | Betriebsgrenzmaß, minimal zulässiger Durchmesser von Radsätzen nach Abnutzung, allgemein Maß, dessen Unterschreitung sofortige Instandsetzungsmaßnahmen erfordert |
| BM              | Betriebliche Mitteilungen einer Reichsbahndirektion |
| BM              | Brückenmängel |
| bmt             | betriebsmaschinentechnisch |
| BMVIT           | Bundesministerium für Verkehr Innovation und Technologie (A) |
| BMZ             | Betonmischzug |
| BN              | Bundesbahn-Norm bzw. neu Bahn-Norm (Technische Lieferbedingungen)                                                                                                 |
| BNU             | Bordnetzumrichter |
| BOA             | Bau- und Betriebsordnung für Anschlussbahnen |
| BOI             | Titel Bundesbahn-Oberinspektor |
| BOR             | Titel Bundesbahn-Oberrat |
| BOS             | Titel Bundesbahn-Obersekretär |
| BözM            | Betrieblich örtlich zuständiger Mitarbeiter (bei Ortsstellbereichen)                                                                                              |
| Bp              | Bahnpolizei, auch Bahnpost |
| BPA             | Bahnpostamt |
| BpDst           | Bahnpostdienstelle |
| BPost           | Reisezugwagen-Gattungsbuchstabe Sitzwagen 2. Klasse mit Postabteil                                                                                                |
| Bpw             | Bahnpostwagen |
| BpW             | Bahnpolizeiwache |
| Br              | Bremse (laut Ril 408.01, V3) |
| BR              | Reisezugwagen-Gattungsbuchstabe Sitzwagen 2. Klasse mit Küche und Speiseraum                                                                                      |
| BR              | Baureihe |
| BR              | Betriebsrat |
| BR              | Bettungsreinigung |
| BR              | British Railways, ehemalige britische Staatsbahn |
| BR              | Brücke |
| BRA             | PZB-Einstellwert Bremsart |
| Bredrurearasala | Bremsdruckregler am Radsatzlager |
| Brevo           | Bremsvorschriften |
| Brh             | Bremshundertstel (laut Ril 408.01) |
| BRH             | PZB-Einstellwert Bremshundertstel |
| Brk             | Bereichskasse |
| Brm             | Brückenmeisterei |
| Brpr            | Bremsprobe |
| Brtkm           | Bruttotonnenkilometer (Maßeinheit der betrieblichen Transportleistung aus Lademasse plus Eigenmasse des Güterwagens mal tatsächlich zurückgelegter Entfernung)    |
| BRVS            | Bahn-Rollfuhr-Versicherungsschein |
| BRW             | Betriebsregelwerk |
| Brw             | Brückenwerkstatt |
| Bs              | Bahnsteig (meist Bstg) |
| Bs              | Bauserie |
| BS              | Betriebsstandort |
| BS              | Blocksignal |
| BSA             | Bundesbahn-Sozialamt |
| Bsb             | Betriebsstellenbeschreibung |
| BSG             | Bremssteuergerät |
| BSL             | Bereitstellungsleitung |
| BST             | Bremssteller |
| Bst             | Betriebsstelle |
| Bstg            | Bahnsteig (laut Ril 408.01) |
| Bsw             | Bahnstromwerk |
| BSTR            | Bereichsstellrechner (eStw Siemens) |
| BSW             | Bahn-Sozialwerk |
| BT              | Bautechnischer Dienst |
| BT              | Befehlstaste (von Zugbeeinflussungssystemen) |
| BTG             | Bordnetztrafo-Trennschaltergerüst |
| BTM             | Balise-Transmission-Module |
| Btrh            | Betriebshalt, Halt eines Zuges aus betrieblichen Gründen |
| BT-Wagen        | Grossbehälter-Tragwagen |
| BÜB             | Bauüberwacher Bahn |
| Bü / BÜW        | Bauüberwachung, Betriebsüberwachung |
| BÜ              | Betriebsüberwacher |
| BÜ              | Bahnübergang (laut Ril 408.01) |
| BUR             | Bordnetzumrichter |
| BUA             | Bahnunterhaltungsarbeiter |
| Buchfpl         | Buchfahrplan |
| BüG             | Besonders überwachtes Gleis |
| BÜSA            | Bahnübergangssicherungsanlage |
| Büz             | Bauüberwachungzentrale |
| Busta           | Dienstvorschriften der Deutschen Reichsbahn für die Statistik der Bahnbetriebsunfälle                                                                             |
| BuV             | Betriebs- und Verkehrsdienst |
| BUV             | Bedarfsplanumsetzungsvereinbarung |
| BUVB            | Bundesbahn-Unfallversicherungsbehörde |
| Buvo            | Bahnbetriebsunfallvorschrift |
| BV              | als Kürzel für einen Hauptdienstzweig der Deutschen Reichsbahn: Betriebs- und Verkehrsdienst                                                                      |
| BVA             | Bahn-Versicherungsamt |
| BVB             | Bauvorlageberechtigter |
| BVO             | Betreuungsmanager vor Ort |
| BVS             | Blockvorsignal |
| Bvst            | Brigadevorsteher, ältere Bezeichnung bis 1978 bei der Deutschen Reichsbahn für einen Schichtleiter auf großen Bahnhöfen                                           |
| Bw              | Bahnbetriebswerk, auch Betriebswerk |
| Bw              | Bahnwärter |
| BW              | Kreisbogenwechsel |
| Bwb             | Bauwerksbuch (für Ingenieurbauwerke vgl. DIN 1076 und Ril 804) |
| BWG             | Bremswirkgruppe |
| Bww             | Bahnbetriebswagenwerk |
| BZ              | Betriebszentrale (laut Ril 408.01) |
| BZA             | Bundesbahn-Zentralamt |
| Bza             | Betrieb Zugförderung außergewöhnlich |
| BzS             | für den Bahnbetrieb zuständige Stelle (Sicherheitswesen) |
| Bzu             | Bauzuschlag |

## C
| c        | Kennbuchstabe (in Verbindung mit einem Reisezugwagen-Gattungsbuchstaben) Wagen mit Abteilen, in denen die Sitzplätze in Liegeplätze umgewandelt werden können (Liegewagen)                                                                            |
| CB       | Zuggattung der DB AG: CargoBedienung (Güterzug im Nahbereich) |
| CB       | ehemalige Zuggattung: CityBahn (Modernisierter regionaler Personenzug) |
| CCCA     | CustomerCareCenter-Agent |
| CCTV     | Closed Circuit Television (Videoüberwachung) |
| CCU-C    | Central Control Unit Comfort (ZSG für Komfortfunktionen) |
| CCU-D    | Central Control Unit Diagnostic (Diagnoserechner) |
| CCU-G    | Central Control Unit Gateway (ZSG für Gatewayfunktionen) |
| CCU-O    | Central Control Unit Operation (ZSG für operative Funktionen) |
| ČD       | České dráhy, staatliches tschechisches Eisenbahnverkehrsunternehmen |
| C-Druck  | Bremszylinderdruck |
| Cv-Druck | Bremszylindervorsteuerdruck |
| Ce       | ehemalige Zuggattung: Containerzug des Binnenverkehrs |
| CE       | CIR-ELKE |
| CEM      | Conférence européenne des marchandises Europäische Güterzug-Fahrplankonferenz |
| CES      | Conditional Emergency Stop (Bedingter Nothalt) |
| CFL      | Chemin de Fer Luxembourgeois, luxemburgische Staatsbahn |
| CFR      | Căile Ferate Române, rumänische Staatsbahn |
| CGDE     | Christliche Gewerkschaft Deutscher Eisenbahner |
| CSM      | Common Safety Method |
| CIM      | Convention internationale concernant le transport des marchandises par chemin de fer, dt. Internationales Übereinkommen über den Eisenbahngüterverkehr, siehe: Rechtsvorschriften für den internationalen Eisenbahnverkehr                            |
| CIPCE    | Centre d’information et de publicité des chemines de fer européen, dt. Informationszentrale der europäischen Eisenbahnen |
| CIR-ELKE | Computer Integrated Railroading – Erhöhung der Leistungsfähigkeit im Kernnetz der Eisenbahn |
| CIV      | Convention internationale concernant le transport de voyageurs et des bagages par chemin de fer, dt. Internationales Übereinkommen über den Eisenbahn-Personen- und Gepäckverkehr, siehe: Rechtsvorschriften für den internationalen Eisenbahnverkehr |
| CIWL     | Compagnie internationale des wagon-lits et des grands express européens, dt. Internationale Schlafwagen- und Große Europäische Expreßzüge-Gesellschaft                                                                                                |
| CIS      | Cargo Informations System; Schweizerisches EDV-Programm für den Güterwagenverkehr |
| CJX      | Cityjet xpress; Bezeichnung der ÖBB für den schnellen Regionalverkehr auf der Westbahn zwischen Wien Westbahnhof und Amstetten (seit 2019) |
| CLTO     | Conditional Level Transition Order |
| CMI      | Cordless Multicell Integration (Übertragungsgeräte für Schnurlostelefone im ICE3) |
| COTIF    | Convention relative aux transports internationaux ferroviaires (COTIF), siehe: Rechtsvorschriften für den internationalen Eisenbahnverkehr |
| Cs       | Kurzzeichen für Cottbus |
| CS       | Cold Standby; Zustand des STM |
| ČSD      | Československé státní dráhy, Staatsbahn der ehemaligen Tschechoslowakei |
| CSM      | Ceiling Speed Monitoring; ETCS-Begriff für Überwachung der Höchstgeschwindigkeit |
| CTS      | Containertransportsystem |
| CUP      | Containerumschlagplatz |
| CZL      | Lagezentrum der Konzernsicherheit |

## D
| d            | Kennbuchstabe (in Verbindung mit einem Reisezugwagen-Gattungsbuchstaben) Wagen mit Mehrzweckraum oder Fahrradwagen                                                        |
| D            | Reisezugwagen-Gattungsbuchstabe alleinstehend oder nach A und/oder B: Gepäckwagen; an erster Stelle vor A und/oder B: Doppelstockwagen; bis 1928: Reisezugwagen 4. Klasse |
| D            | Zuggattung: Durchgangszug |
| D            | Zuggattung: Schnellzug, Abkürzung übernommen nach Abschaffung des Durchgangszugs                                                                                          |
| DA           | Dauerbeförderungsanweisung |
| DA           | Dienstanweisung |
| DA           | Doppelachse |
| DABKW        | doppelte AußenbogenKreuzungsweiche |
| DafuR        | Detektionsanlage für unrunde Räder |
| Dagla        | Deutsches Ausgleichsamt |
| DAZ          | Dienstalterzulage |
| DB           | DienstBehelf |
| DBA          | Schnellzug der britischen Besatzungsmacht |
| DB           | Deutsche Bahn AG |
| DB           | ehemalige Deutsche Bundesbahn |
| DB AG        | Deutsche Bahn Aktiengesellschaft |
| DBKW         | doppelte BogenKreuzungsweiche |
| DBMAS        | Deutsche Bahn Melde Anlagen System |
| DBS          | Direktionsbeschaffungsstelle der Deutschen Reichsbahn |
| DBV          | Deutscher Bahnkundenverband, Interessenvertretung von Kunden der Eisenbahnbetreiber und der öffentlichen Verkehrsanbieter                                                 |
| DC           | Gleichstrom/Gleichspannung |
| DC           | Schnellzug des Intercity-Ergänzungssystems |
| DCPU         | Drive Control Processing Unit (ASG) |
| DCU          | Door Control Unit (Türsteuergerät) |
| DD           | Reisezugwagen-Gattungsbuchstabe doppelstöckiger Gepäckwagen für den Kraftfahrzeugtransport (Autoreisezugwagen)                                                            |
| DDB          | Dokumentationsdienst der Deutschen Bundesbahn |
| DDV          | Dienstdauervorschrift |
| DEAG         | Deutsche Eisenbahn-Gesellschaft AG |
| DEC          | Deutsche Eisenbahn-Consulting GmbH |
| DEG          | Deutsche Eisenbahner-Gewerkschaft |
| DEGT         | Deutscher Eisenbahn-Gütertarif |
| DEGTT        | Deutscher Eisenbahn-Güter- und Tiertarif |
| DELFI        | Durchgängige elektronische Fahrgastinformation |
| DEMT         | Deutscher Eisenbahn-Militärtarif |
| DEPT         | Deutscher Eisenbahn-Personen-, Gepäck- und Expreßguttarif |
| DER          | Deutsche Eisenbahn-Reklame GmbH |
| DETT         | Deutscher Eisenbahn-Tiertarif |
| DEVK         | Deutsche Eisenbahn-Versicherungskasse, Versicherungsverein a. G. |
| DEVV         | Deutscher Eisenbahn-Verkehrsverband |
| Df           | mit Dampf, Zusatz bei der Zugmeldung auf elektrisch betriebenen Strecken bei Fahrten ohne Ellok                                                                           |
| DFI          | dynamische Fahrgastinformation |
| DFG          | Dachleitungsfehlererfassungsgerät |
| DFÜ          | Datenfernübertragung |
| DG           | Drehgestell |
| Dg           | ehemalige Zuggattung: Durchgangsgüterzug |
| DGS          | Dynamischer Gleisstabilisator |
| DH           | festes Doppelherzstück |
| Dhb          | bewegliche Doppelherzstückspitzen |
| Dhl          | Direktionshauptlager |
| DIBKW        | doppelte Innenbogenkreuzungsweiche |
| Dion         | Bundesbahndirektion |
| Dispoliste   | Dispositionsliste |
| DiV          | Dispatcherdienstvorschrift, Dienstvorschriften Nr. 424 (später DV 420) der Deutschen Reichsbahn                                                                           |
| DK           | Dieselkraftstoff |
| DKB          | Dreikraftbremse |
| Dksig        | Deckungssignal |
| Dkst         | Deckungsstelle |
| DKTS         | Dieselkraftstofftankstelle |
| DKW          | Doppelte Kreuzungsweiche |
| Dl           | Dispatcherleitung, so wurde die Betriebsleitung der Deutschen Reichsbahn bis 1990 genannt                                                                                 |
| DL           | Durchlass (Kreuzungsbauwerk mit einer Lichten Weite von weniger als 2 m)                                                                                                  |
| DLTR         | Dachleitungstrenner |
| DM           | Dieselmotor |
| DMI          | Driver Machine Interface (Mensch-Maschine-Interface, früher MMI) |
| DMV          | Druckminderventil |
| DmW          | Schnellzug mit Wehrmachtsteil, seit dem 15. Dezember 1940, zuvor: (SFD)                                                                                                   |
| DoSto        | Doppelstockwagen |
| DoT          | Doppelgelenktriebwagen |
| Dp           | Dienstposten |
| DP           | Danger point; ETCS-Begriff für Gefahrenpunkt |
| DPost        | Reisezugwagen-Gattungsbuchstabe Gepäckwagen mit Postabteil |
| DPT          | siehe DEPT |
| DR           | Drehrichter |
| DR           | Deutsche Reichsbahn |
| DR           | Deutsche Reichsbahn, die Staatsbahn der Deutschen Demokratischen Republik.                                                                                                |
| DRB          | Deutsche Reichsbahn (inoffizielle Abkürzung) |
| DRBG         | Deutsche Reichsbahn-Gesellschaft (inoffizielle Abkürzung) |
| DRE          | Deutsche Regionaleisenbahn, 1994 als Deutsche Regionalbahn (DR) durch den Deutschen Bahnkundenverband gegründete Eisenbahngesellschaft                                    |
| Dre          | Kurzzeichen für Dresden |
| DRG          | Deutsche Reichsbahn-Gesellschaft (inoffizielle Abkürzung) |
| dring Hilflz | ehemalige Zuggattung: dringliche Hilfslokomotive |
| dring Hilfz  | ehemalige Zuggattung: dringlicher Hilfszug, erhält Vorrang vor allen anderen Zügen                                                                                        |
| DRO          | ehemalige DV der DR: Dienstrangordnung |
| Drs          | Draisine |
| DrS          | Drucktastenstellwerk der Bauart Siemens |
| DS           | Druckschrift, Nachfolgebezeichnung für Dienstvorschrift bei der Deutschen Bundesbahn                                                                                      |
| DSA          | Dachstromabnehmer |
| DSA          | Dynamischer Schriftanzeiger |
| DSB          | Danske Statsbaner (Dänische Staatsbahnen) |
| DSE          | Datenspeichereinheit |
| DSG          | Deutsche Schlafwagen- und Speisewagen-GmbH |
| DSK          | Datenspeicherkassette (Speichermedium für die elektronische Fahrtenregistrierung)                                                                                         |
| DSLF         | Druckschutzlüfter |
| Dst          | dienstlicher Sonderzug |
| Dst          | Dienststelle |
| Dstg         | ehemalige Zuggattung: Dienstgüterzug |
| Dstp         | ehemalige Zuggattung: Dienstpersonenzug |
| Dsts         | ehemalige Zuggattung: Dienstzug mit Wagen für Sonderzwecke |
| DSTW         | Digitales Stellwerk |
| Dt           | ehemalige Zuggattung: Durchgangs- oder Schnelltriebwagen |
| DT           | Doppeltraktion |
| DT           | Doppeltriebwagen |
| DT           | Dampftriebwagen |
| DU           | DienstleistungsUnternehmen |
| Dü           | Düse |
| DÜ           | Druckübersetzer |
| Dua          | Durcharbeitung (z. B. Gleisstopfarbeiten) |
| DUEWAG       | Düsseldorfer Waggonfabrik AG |
| Durchf       | Durchfahrt |
| Durchfvsig   | Durchfahrvorsignal, svw Ausfahrvorsignal (da nur bei Durchfahrten bedienbar)                                                                                              |
| DUS          | Schnellzug für die amerikanische Besatzungsmacht mit einzelnen Wagen für den deutschen Zivilverkehr                                                                       |
| DV           | Dienstvorschrift |
| DVDR         | Drucksachenverlag der DR |
| Dvst         | Dienstvorsteher, auch Dienststellenvorsteher, alte Bezeichnung für den Leiter einer Dienststelle                                                                          |
| DW           | Doppelweiche |
| DWA          | Deutsche Waggonbau AG |
| D-Weg        | Durchrutschweg |
| DWV          | Dienstwohnungsvorschrift |
| DWP          | Deutscher Wagenbeistellplan |
| D-Zug        | ehemalige Zuggattung: Durchgangszug |
| Dzw          | Dienstzweig |

## E
| E          | ehemalige Zuggattung: Eilzug |
| E          | Empfänger |
| E          | Endfeld (Blockfeld bei den meisten Bauarten des Felderstreckenblocks und Relais mit vergleichbarer Funktion beim Relaisblock)                                                         |
| E          | Kurzzeichen für die Bahndirektion Essen |
| Ea         | Erlaubnisabgabefeld (Blockfeld beim österreichischen Felderstreckenblock und Streckenblock Form A)                                                                                    |
| E. A.      | früher für Eisenbahnaktie |
| E/A        | Ein-/Ausgabe |
| E/A-Wsp    | Einfahr-Ausfahr-Wiederholungssperre |
| EABKW      | einfache Außenbogenkreuzungsweiche |
| EAM        | Elementansteuermodul (ESTW L90) |
| EAW        | Eisenbahnausbesserungswerk |
| EB         | Endbasa |
| EB         | Emergency Breaking; ETCS-Begriff für Schnellbremsung |
| EBA        | Eisenbahn-Bundesamt |
| EBC        | Eisenbahn-Cert |
| EBCL       | Emergency Brake Confidence Level |
| EBD        | Eisenbahndirektion |
| EBD        | Emergency Brake Deceleration Curve |
| EBest      | Einführungsbestimmung |
| Ebf        | Endbahnhof |
| EBf        | Endbafesa |
| EBI        | Emergency Brake Intervention |
| EBL        | Eisenbahnbetriebsleiter |
| EBO        | früher Bahnordnung für die Nebeneisenbahnen |
| EBO        | Eisenbahn-Bau- und Betriebsordnung |
| EBOA       | Eisenbahn-Bau- und Betriebsordnung für Anschlussbahnen |
| EBRL       | Eisenbahnspezifische Bauregellisten |
| EBsÜ       | Elektrische Anlagen für Bahnstrom Übersichtsplan mit Schaltanweisung |
| EBuLa      | Elektronischer Buchfahrplan und Langsamfahrstellen |
| EBÜT       | Einheits-Bahnübergangstechnik |
| EC         | Zuggattung: EuroCity |
| ECE        | ehemalige Zuggattung: EuroCityExpress |
| ECM        | Elektronik-Control-Modul |
| ECM        | Entity in Charge of Maintenance (für die Instandhaltung eines Fahrzeuges Verantwortliche Stelle)                                                                                      |
| ED         | Eisenbahndirektion (Preußische Staatseisenbahnen) |
| EDG        | elektrodynamische Gleisbremse |
| EDITH      | Ereignisgesteuerte Personaldisposition im Transportbereich (Software zur Personaldisposition im Schienenverkehr)                                                                      |
| EDK        | Eisenbahndrehkran |
| EDS        | Eisenbahndienstsache |
| Ee         | Erlaubnisempfangsfeld (Blockfeld beim österreichischen Felderstreckenblock und Streckenblock Form A)                                                                                  |
| Ef         | Eisenbahnfahrzeugführer |
| EFF        | Eisenbahnfahrzeugführerschein |
| EFK        | Europäische Reisezugfahrplankonferenz |
| EFR        | Elektronische Fahrtenregistrierung |
| EFZ        | Europäisches Fahrplanzentrum |
| E. F.      | Eisenbahnfähre |
| Eg         | ehemalige Zuggattung: Eilgüterzug |
| EG         | Empfangsgebäude |
| Ega        | Eilgutabfertigung |
| Egbf       | Eilgüterbahnhof |
| Egmp       | ehemalige Zuggattung: Eilgüterzug mit Personenbeförderung |
| EGT        | Einheitsgebührentarif für Rollgeld und Nebenkosten |
| EH         | einfaches Herzstück |
| EHfb       | einfaches Herzstück mit federnd beweglicher Herzstückspitze |
| EHG        | Einheitshilfsgerätewagen |
| EHgb       | einfaches Herzstück mit gelenkig beweglicher Herstückspitze |
| EHst       | Eisenbahnhaltestelle |
| EHZ        | Einheitshilfszug |
| eHz        | elektrische Heizung |
| EIBKW      | einfache Innenbogenkreuzungsweiche |
| EIBV       | EisenbahnBenutzungsverordnung |
| EIGV       | Eisenbahn-Inbetriebnahmegenehmigungsverordnung |
| Einf       | Einfahrt |
| Einfsig    | Einfahrsignal |
| Einfvsig   | Einfahrvorsignal |
| Eing       | Eingang |
| eingef     | eingefahren |
| eingl      | eingleisig |
| EinsDW     | einseitige Doppelweiche |
| einv       | einverstanden |
| EIRENE     | European Integrated Railway Radio Enhanced Network |
| EiTB       | Eisenbahnspezifische Technische Baubestimmungen |
| EIU        | Eisenbahninfrastrukturunternehmen |
| EK         | Eisenbahnkreuzung |
| EKIR       | Eingabekontroll- und Interpretationsrechner (eStw SIMIS-C) |
| EKrG       | Eisenbahnkreuzungsgesetz |
| EKSA       | Eisenbahnkreuzungssicherungsanlagen |
| EKW        | Einfache Kreuzungsweiche |
| EIbb       | Elektrifizierungs- und Ingenieurbaubetrieb der DR |
| Ek         | Eilgutkurswagen |
| EK         | Eisenbahnkreuzung (auch nicht-öffentlicher Eisenbahnübergang) |
| EK         | Erdkörper (Erdbauwerke an der Bahnstrecke) |
| EKSA       | Eisenbahnkreuzungssicherungsanlage |
| EKÜS       | Eisenbahnkreuzungsübewachungssignal |
| EKVO       | Eisenbahnkreuzungsverordnung |
| EKW        | einfache Kreuzungsweiche |
| el         | elektrisch |
| El         | elektronische Bremssteuerung |
| el Bel     | elektrische Beleuchtung |
| ELA        | Elektronische Lautsprecheranlage |
| ElHz       | elektrische Heizung |
| Ellok      | elektrische Lokomotive |
| El-Signale | Signalgruppe aus dem Signalbuch: Signale für die elektrische Zugförderung, siehe Fahrleitungssignal                                                                                   |
| EltA       | Elektrotechnisches Amt |
| EmW        | Eilzug mit Wehrmachtsteil, seit dem 15. Dezember 1940, zuvor: (SFE) |
| Entl       | Entladung |
| EOA        | End Of Movement Authority, siehe ETCS |
| EOLM       | End-of-loop-marker; ETCS-Begriff |
| EOW        | elektrisch ortsgestellte Weiche |
| ep         | elektropneumatisch |
| ep-Bremse  | Elektropneumatische Bremse |
| EP         | Eisenbahnpanzerzug |
| EPA        | Elektronische Platzbuchungsanlage |
| EPLA       | Elektronische Platzreservierungsanlage der Deutschen Reichsbahn |
| EPostG     | Eisenbahnpostgesetz |
| ERA        | European Railway Agency, die Europäische Eisenbahnagentur |
| ERG        | Eisenbahn-Reklame GmbH |
| Erl        | Erlaubnisfeld, Blockfeld beim Streckenblock Form C und Relais beim Relais- und automatischem Streckenblock mit vergleichbarer Funktion, außerdem Erlaubnisfunktion des Streckenblocks |
| Erma       | Ermittlungsabteilung (für fehlende, überzählige und beschädigte Güter) |
| ERTMS      | European Rail Traffic Management System |
| ERR        | European Rail Rent GmbH |
| ErsGT      | Ersatzsignal-Gruppentaste |
| ES         | Einfahrsignal (ÖBB-Bezeichnung) |
| ES         | Erdungsschalter |
| ESA        | Eisenbahn-Sozialamt |
| eSch       | Schwellenabstand |
| ESF        | energiesparende Fahrweise (EBuLa-Funktionalität) |
| ESG        | Einscheibenssicherheitsglas |
| ESG        | ETCS Level 1 Signal Geführt; ETCS Level 1 Limited Supervision in Ausführung der DB |
| ESHG       | Gesetz über die Haftpflicht der Eisenbahnen und Straßenbahnen für Sachschaden (1940)                                                                                                  |
| Esig       | Einfahrsignal (DB-Bezeichnung) |
| ESO        | Eisenbahn-Signalordnung |
| ES-Profil  | Erhöhtes Seitenbeschleunigungs-Profil; Geschwindigkeitsprofil für bogenschnellen Betrieb                                                                                              |
| ESRA       | Elektronic-System-Railway-Applikation (Bremsbus) |
| E. St.     | Eisenbahnstation |
| Estgut     | Eilstückgut |
| ESTW       | Elektronisches Stellwerk |
| ESTW-A     | Elektronisches Stellwerk – Abgesetzter Stellbereich |
| ESTW-UZ    | Elektronisches Stellwerk – Unterzentrale |
| ESTW-Z     | Elektronisches Stellwerk – Zentrale |
| ESV        | Eisenbahner-Sportverein |
| ESW        | Eisenbahn-Sozialwerk der Deutschen Bundesbahn |
| Et         | ehemalige Zuggattung: Eiltriebwagen |
| ET         | Einschalttaste |
| ET         | Elektrotriebwagen |
| ETA        | elektrischer Triebwagen mit Akkumulatorenbatterien |
| ETCS       | European Train Control System, Europäische Zugbeeinflussung |
| Eto        | ehemalige Zuggattung: Schienenomnibus (im Eilzugverkehr) |
| ETS        | Steamer (die „Mikrowelle“ im ICE3) |
| ETSV       | Eisenbahn-Turn- und Sportverein |
| ETT        | Einheitlicher Transittarif |
| EUB        | Eisenbahn-Unfalluntersuchungsstelle des Bundes |
| EuK        | Erdungs- und Kurzschließeinrichtung (Erdungsstange) |
| EUK        | Eisenbahn-Unfallkasse |
| EUV        | Eisenbahnunfallversicherung |
| EÜ         | Eisenbahnüberführung (Eisenbahn überquert einen Verkehrsweg, Gegenteil siehe SÜ) |
| EVA        | Eisenbahnverkehrsamt |
| EVB        | Energieversorgungsblock |
| EVC        | European Vital Computer |
| EVDR       | Entwurfs- und Vermessungsbüro (später -betrieb) der Deutschen Reichsbahn |
| EVersA     | Elektrophysikalische Versuchsanstalt, Vorgängerorganisation der VersA, seit 2005 Deutsche Bahn AG, DB Systemtechnik                                                                   |
| EVG        | Eisenbahn- und Verkehrsgewerkschaft |
| EVM        | Elektromos Vonat Megállító berenezés (Ungarn) |
| EVO        | Eisenbahn-Verkehrsordnung (seit 1938) |
| EVOBl      | Eisenbahn-Verordnungsblatt |
| EVU        | Eisenbahnverkehrsunternehmen |
| Evsig      | Einfahrvorsignal (Deutsche Bahn) |
| EVZS       | für die Entstörungsveranlassung zuständige Stelle |
| EW         | einfache Weiche (mit geradem Stammgleis) |
| EW         | Endwagen |
| E-Wagen    | Elektromaschinensatzwagen |
| EWH        | Eisenbahn-Waisenhort |
| Ex         | Expressgut |
| Ex         | ehemalige Zuggattung: Expresszug |
| Ext        | ehemalige Zuggattung: Expresszug mit Triebwagen |
| EZA        | Eisenbahn-Zentralamt |
| EZB        | elektronischer Zugbericht |
| EZG        | Einheitliche Zusatzbestimmungen für den Güterverkehr |
| EZP        | Einheitliche Zusatzbestimmungen für den Personenverkehr |
| EZMG       | Gleisbildstellwerk russischer Bauform |
| EZO        | Eisenbahn-Zollordnung |
| E-Zug      | ehemalige Zuggattung: Eilzug |

## F
| f               | Kennbuchstabe (in Verbindung mit einem Reisezugwagen-Gattungsbuchstaben) Steuerwagen mit 36-poliger Steuerleitung und/oder ZWS; in Verbindung mit u ein Steuerwagen mit 34-poliger Leitung und/oder ZWS |
| F               | Fernsprecher |
| F               | Fahrt (gelöste Stellung am Führerbremsventil) |
| F               | ehemalige Zuggattung: Fernschnell- oder auch Fernstreckenzug |
| F               | Abkürzung in Bahnhofsplänen: Feuergutrampe |
| F               | Kurzzeichen für die Bahndirektion Frankfurt |
| Fa              | Fernsprechanschlussverbindung |
| Fa              | Fahrstraßenauflösung |
| Fa-Feld         | Fahrstraßenauflösefeld, Begriff aus der Eisenbahnsicherungstechnik |
| FA              | Fachabteilung |
| FA              | Fahrzeugausbesserung |
| FAA             | FahrAusweisAutomat |
| Fad             | Dispatcher-Fernsprech-Anschlussverbindung |
| FADA            | Fahrdienstleiteranlage |
| Fahrl           | Fahrleitungsgerätewagen, ehemalige Abkürzung in Unfallunterlagen |
| Fazu            | Fahrstraßenzugschlussstelle |
| fb              | federnd-beweglich(e Herzstückspitze) |
| Fb              | Bezirksfernsprechverbindung |
| Fb              | Fahrbetrieb |
| Fb              | Fahrtbericht |
| Fb.             | Feldbahn |
| FB              | Fernbedienbereich |
| FB-Blatt        | Fernbedienbereich-Blatt |
| FB-Bst          | Fernbediente-Betriebsstelle(n) |
| FbBz            | Fernsprechbezirksverbindung mit Basa-Bezirksfernsprecher |
| Fbe             | Bezirksfernsprechverbindung für die elektrische Zugförderung |
| FBG             | Fernsteuerbediengerät |
| FBOA            | Festbremsortungsanlage |
| Fbt             | Bezirksfernsprechverbindung der technischen Dienste |
| Fbu             | Unfallnachrichtenverbindung |
| Fbf             | Fernbahnhof |
| Fbr             | Frachtbrief |
| FbrH            | FührerBRemsHebel |
| Fbrv            | Führerbremsventil |
| FbV             | Führerbremsventil |
| FBOA            | Festbremsortungsanlage |
| FbOB            | Fernsprechbezirksverbindung mit OB-Fernsprecher |
| F/B-Schalter    | Fahr/Brems-Schalter, Fahrbremsschalter |
| FbWZ            | Fernsprechbezirksverbindung mit OB-Fernsprecher mit Wahlzusatz |
| FCCA            | Ferrocarril Central Andino, Zentralandine Eisenbahn in Peru |
| Fd              | Fernsprechdispatcherverbindung |
| Fdast           | Fahndungsaußenstelle |
| FD              | ehemalige Zuggattungen: Fernschnellzug und Fern-Express |
| Fdl             | Fahrdienstleiter |
| FDt             | ehemalige Zuggattung: Fernschnell-Triebwagen |
| FDÜS            | Federspeicherbrems- und Drehgestellüberwachungsschleife |
| FES             | Fremdeinspeisung |
| FESA            | feste Eisenbahn-Streckenfunkanlage |
| Feul            | Feuerlöschwagen, ehemalige Abkürzung in Unfallunterlagen |
| FEW             | Forschungs- und Entwicklungswerk der DR |
| Ff              | Fernsprechfernverbindung |
| Ff              | Fahrstraßenfestlegung |
| Ff-Feld         | Fahrstraßenfestlegefeld, Begriff aus der Eisenbahnsicherungstechnik |
| FF              | Feste Fahrbahn |
| FFst            | Funkfernsteuerung |
| FfZ             | Fahrplan für Zugmeldestellen (ehem. Bfo) |
| Fg              | Frachtgüterzug |
| FGB             | Fahrgastbeirat |
| FGR             | Fahrgastrechte |
| Fgut            | Frachtgut |
| Fgz             | Ferngüterzug |
| Fh              | Fernsprechhauptverbindung |
| FIS             | Fahrgastinformationssystem |
| Fk              | Fahrkarte |
| Fk              | Fachkraft |
| Fk              | Firmenkunde (Hinweis auf Ticket) |
| Fka             | Fahrkartenausgabe |
| FKWA            | Fernkonferenzwechselsprechanlage |
| Fl              | Fahrleitung |
| Fleiper-Verkehr | kombinierter Flugzeug-Eisenbahn-Personenverkehr |
| Flei-Verkehr    | Flugzeug-Eisenbahn-Güterverkehr |
| FLOI            | First Line Of Intervention; Interventionskurve |
| FLM             | Flottenmanagement |
| Flm             | Fahrleitungsmeisterei |
| Flu             | Fahrleitungsunterhaltungsstelle |
| FM              | Fahrmotor |
| FM              | Flachmast (Fahrleitungsmast) |
| Fm              | Fernmeldemeisterei |
| fmdl            | fernmündlich |
| FMT             | Freimeldetaste |
| FMW             | Fahrleitungsmontagewagen |
| FMZ             | frequenzmultiplexe Zugsteuerung |
| Fn              | Fernsprechnahverbindung |
| FN              | Fahrpreisnacherhebung |
| FNB             | Fahrgastnotbremse |
| FNB             | Führungskraft in der Nachbetreuung (Betreut betroffene Reisende nach einem Unfall) |
| Fo              | Fernsprechbahnhofsverbindung |
| Fos             | Signalfernsprechverbindung |
| Fp              | Festpunkt, Vermarkungspunkt |
| Fpl             | Fahrplan |
| Fpla            | Fahrplanauftrag |
| Fplä            | Fahrplanänderung |
| Fplm            | Fahrplan-Mitteilung |
| Fplo            | Fahrplananordnung |
| Fr              | Fahrstraßenrücknahmetaste, Gruppentaste zur Rücknahme von verschlossenen, doch noch nicht festgelegten Fahrstraßen                                                                                      |
| FR              | Führerraum |
| FRA             | Fahrtrichtungsanzeiger |
| FRED            | FahrzeugRessourcen-Einsatzplanung und Disposition (Software) |
| FRMCS           | Future Railway Mobile Communication System |
| fr Str          | freie Strecke |
| Frühh           | Frühhalt |
| FR-W            | Führerraumwechsel |
| Fs              | Streckenfernsprecher |
| FS              | Fährschiff |
| FS              | Full Supervision; ETCS-Betriebsart |
| FS              | Fahrstraße |
| Fsch            | Federschienenzunge |
| fschrftl        | fernschriftlich |
| Fs-Nr.          | Fernschreib-Nummer |
| Fsp             | Federspeicherbremse |
| FSpBr           | Federspeicherbremse |
| Fspr            | Fernsprecher |
| Fst             | Fernschreibstelle |
| FStgut          | Frachtstückgut |
| FSÜ             | Fahr- und Stillstandsüberwachung |
| Fsz             | Streckenfernsprechverbindung / Zugmeldeverbindung |
| Ft              | ehemalige Zuggattung: Fernschnelltriebwagen |
| FT              | Freitrasse |
| FT              | Freitaste (von Zugbeeinflussungssystemen) |
| FT              | Fahrwegstelltafel (bei EOW) |
| FTA             | Fördertechnik Anlagen |
| Fu              | Frontuurlauberzug |
| FÜ              | Füllstoß (Beschriftung am Führerbremsventik) |
| Fü-BÜSA         | Fernüberwachte-BÜSA |
| FÜS             | Federspeicherbremsenüberwachungsschleife |
| Füst            | Fernschreibübermittlungsstelle |
| fUw             | fahrbares Unterwerk |
| FV              | Fahrdienstvorschrift |
| FV-DB           | Fahrdienstvorschrift der DB InfraGO AG |
| FV              | Fernverkehr |
| FV-NE           | Fahrdienstvorschrift der Nichtbundeseigenen Eisenbahnen |
| Fw              | Fahrwegsignal |
| Fw              | Fernmeldewerkstatt |
| Fweg            | Fahrweg (RL 408) |
| Fwst            | Fernwirkstelle |
| Fpr             | Fahrwegprüfung |
| FvBel           | Fachverantwortlicher für Brückenbelastbarkeit |
| Fweg            | Fahrweg |
| FZ              | Zugkraft |
| Fz              | Fahrzeug(e) |
| Fzg             | Fahrzeuggerät |
| Fz              | Fahrzeugzustand |
| Fz              | ehemalige Zuggattung: Fernzug |
| FzH             | Fahrzeiten-Heft |
| FZMP            | Fahrzeitmeßpunkt |
| FzR             | Fahrzeugrechner |
| Fz-Signale      | Signalgruppe aus dem Signalbuch: Signale an einzelnen Fahrzeugen |
| F-Btrh          | Fernmeldebetriebshelfer |
| F-Btrhm         | Fernmeldebetriebshauptmechaniker |
| F-Btrm          | Fernmeldebetriebsmechaniker |
| F-Btrmt         | Fernmeldebetriebsmonteur |
| F-Btrom         | Fernmeldebetriebsobermechaniker |

## G
| g        | Gerade |
| G        | Gerätewagen, ehemalige Abkürzung in Unfallunterlagen |
| G        | Abkürzung in Bahnhofsplänen: Gleiswaage |
| Ga       | Güterabfertigung |
| GA       | Gleisauswechslung |
| GAF      | Gleisarbeitsfahrzeug |
| Gag, GAG | Zuggattung: Ganzzug aus gedeckten Wagen |
| GAUS     | Grenzausgangsmeldung |
| GAV      | Güterabfertigungsvorschriften (ehemalige Bezeichnung) |
| GAV (St) | Güterabfertigungsvorschriften für Stückgut (ehemalige Bezeichnung) |
| GAV (W)  | Güterabfertigungsvorschriften für Wagenladungen(ehemalige Bezeichnung)                                                                                                  |
| gb       | gelenkig-beweglich(e Herzstückspitze) |
| GB       | Ganzblock (z. B. bei CIR-ELKE) |
| GB       | generatorische Bremse |
| GB       | Geschäftsbereich |
| Gbf      | Güterbahnhof |
| GBf      | Grundnetzbafesa |
| GBL      | Generalbetriebsleitung |
| GBV      | Güterbeförderungsvorschriften (ehemalige Bezeichnung) |
| GBV (St) | Güterbeförderungsvorschriften für den Stückgutverkehr (ehemalige Bezeichnung)                                                                                           |
| GBV (W)  | Güterbeförderungsvorschriften für den Wagenladungsverkehr (ehemalige Bezeichnung)                                                                                       |
| GC       | Großcontainer |
| GCBf     | Großcontainerbahnhof |
| GCE      | Großcontainereinheit |
| GCUA     | Großcontainerumschlaganlage |
| GCUP     | Großcontainerumschlagplatz |
| GD       | Dienstrang: Generaldirektor |
| GD       | Generaldirektion |
| GDBA     | Gewerkschaft Deutscher Bundesbahnbeamten und -anwärter, später Gewerkschaft Deutscher Bundesbahnbeamten, Arbeiter und Angestellter, seit 1994 Verkehrsgewerkschaft GDBA |
| Gdg      | ehemalige Zuggattung: Großgüterwagenzug |
| GDI      | Guide de Dépannage Informatique |
| GDL      | Gewerkschaft deutscher Lokomotivbeamten und -anwärter, später Gewerkschaft deutscher Lokomotivführer                                                                    |
| GDR      | Generaldirektion der Deutschen Reichsbahn |
| GE       | Gleiserneuerung |
| GEB      | Großnetzendbasa oder Gemeinschaft der Europäischen Bahnen |
| GeFo     | GSM-R-Fernsprecher ortsfest |
| GeH      | Geschwindigkeits Heft |
| GEIN     | Grenzeingangsmeldung |
| GenK     | Generalkasse |
| Gep      | Gepäck |
| Gepa     | Gepäckabfertigung |
| Gepk     | Gepäckkasse |
| ges      | gesichert |
| gesp     | gesperrt |
| gest     | gestört |
| Gew      | geschlossener Eilstückgutwagen |
| Gex      | ehemalige Zuggattung: Gepäck- und Expressgutzug |
| gez.     | gezeichnet |
| Gfb      | Gleisfeldbeleuchtung |
| GFK      | Glasfaserverstärkter Kunststoff |
| GFK      | Gleisfeldkonzentrator |
| Gfpl     | Güterzugfahrplan |
| GFR      | Gefahrenraum-Freimeldeanlage |
| Ggl      | Gegengleis |
| Ggzg     | Gegenzug |
| GH       | Abkürzung in Bahnhofsplänen: Güterhalle |
| GK       | Güterkasse |
| GK       | Güterklasse |
| GK       | Konzernkommunikation |
| GK       | Güterkühlwagen |
| GKB      | Graz-Köflacher Bahn und Busbetrieb GmbH (österreichische. Privatbahn, bis 2004 GKE)                                                                                     |
| GKB      | Großnetzknotenbasa |
| GKDR     | ehemaliges Güterkursbuch der DR |
| GKR      | Gleiskraftwagen der DR (FEW) |
| Gl       | Gleis |
| GL       | Grenzlast |
| GL       | Beauftragter der Konzernleitung |
| Gla      | Gleisanschluss |
| Glan     | Gleisanschluss |
| Glbz     | Gleisbauzug |
| Glp      | Gleisplatte |
| GM       | Gleismagnet |
| GM       | Grenzzeichenfreimeldung (RL 408) |
| GMF      | Gleismessfahrzeug |
| Gmp      | ehemalige Zuggattung: Güterzug mit Personenbeförderung |
| GMR      | Geschwindigkeitsmess- und Registriereinrichtung |
| GMTZ     | Gleismesstriebzug |
| GNT      | Geschwindigkeitsüberwachung für Neigetechnik |
| GPA      | Geschwindigkeitsprüfabschnitt |
| GP       | Gefahrenpunkt |
| GPE      | Geschwindigkeitsprüfeinrichtung |
| GPH      | General Purpose Handheld Mobile (GSM-R-Mobiltelefon) |
| GPS      | Global Positioning System |
| GRE      | Grabenräumeinheit |
| Grh      | Gruppenhilfstaste (Gruppentaste mit Zählwerk zur Fahrstraßenhilfsauflösung)                                                                                             |
| Grz      | Grenzzeichen |
| Gs       | Gleissperre |
| GS       | Gleisbildstellwerk |
| Gsp      | Gleissperrsignal |
| GSM      | Gleisstopfmaschine |
| GSM-R    | Global System for Mobile Communication – Rail |
| GSM-R-D  | Global System for Mobile Communication – Rail – Data (für ETCS ab L2)                                                                                                   |
| GSTW     | Gefangenensammeltransportwagen der Deutschen Reichsbahn (zumeist Gattung Z oder Zm)                                                                                     |
| GSV      | Gleitschutzventile |
| Gt       | Gütertriebwagen |
| GT       | Grundstellungstaste (Taste oder Schlüsseltaste mit Zählwerk zum Grundstellen von WÜSA)                                                                                  |
| GTO      | Gate-Turn-Off-Thyristor |
| GÜ       | Geschwindigkeitsüberwachungseinrichtung, siehe Geschwindigkeitsprüfabschnitt                                                                                            |
| G-Wagen  | gedeckter Güterwagen |
| GWB      | Gleiswechselbetrieb (zeitweise auch als Befahren des Gleises entgegen der gewöhnlichen Fahrtrichtung auf Signal Zs 6 bezeichnet)                                        |
| Gwd      | Kürzel für Greifswald |
| Gwg      | Güterwagen |
| GWÜ      | Grenzwertüberwachungsanlage |
| GWV      | Güterwagenvorschriften |
| Gz       | Gelenkzunge |
| Gz       | Güterzug |
| GZV      | Güterzugbildungsvorschriften |

## H
| h              | Kennbuchstabe (in Verbindung mit einem Reisezugwagen-Gattungsbuchstaben) Wagen, der sowohl über Zugsammelschiene als auch eigene Achsgeneratoren mit Strom versorgt werden kann; außerdem das Kennzeichen nicht umgebauter Nahverkehrswagen der Reichsbahn-Bauart |
| H              | Kurzzeichen für die Bahndirektion Hannover |
| Ha-Signal      | Hauptsignalankünder, ehemalige Signalgruppe im Signalbuch |
| HAB            | Hohe Abremsung |
| HAFAS          | HaCon Fahrplan-Auskunfts-System |
| HAT            | Hilfs-Ausschalt-Taste |
| Hb             | Hauptbuchhalter der DR |
| Hb             | Hilfsbuch |
| Hb             | Hilfsblockfeld, Blockfeld beim österreichischen Felderstreckenblock |
| HB             | Hauptluftbehälter |
| HB             | Hauptbahnhof (in der Schweiz) |
| Hbf            | Hauptbahnhof |
| Hbf            | Heimatbahnhof |
| HBL            | Hauptluftbehälterleitung |
| HBLDR          | Hauptstab für die operative Betriebsleitung der DR |
| Hbm            | Hochbaumeisterei |
| Hbr            | Handbremse |
| HBU            | Hilfsbetriebeumrichter |
| HC             | Head Check (Schienenfehler) |
| HdF            | Herstellung der Funktionsfähigkeit |
| Hdl            | Hauptdispatcherleitung (bis 1996 bei der Deutschen Reichsbahn) |
| Hdz            | Hauptdienstzweig |
| Heißl          | Heißläufer |
| HET            | Hilfs-Einschalt-Taste |
| Hf-Signal      | Signalgruppe aus dem Signalbuch: Formhauptsignal (zur Unterscheidung von den Lichtsignalen Hl wegen nicht mehr identischer Nachtzeichen und Bedeutung, DR ab 1958)                                                                                                |
| Hfbf           | Hafenbahnhof |
| HfV            | Hochschule für Verkehrswesen, bis 1952 und seit 1992 Fakultät der Technischen Universität Dresden |
| Hg             | Höchstgeschwindigkeit |
| Hgmax          | höchste Höchstgeschwindigkeit, z. B. im Fahrplan |
| Hgbf           | Hauptgüterbahnhof |
| Hgl            | Hauptgleis, siehe Gleis |
| HGST           | Hydraulische gleisbogenabhängige Wagenkastensteuerung, siehe Neigetechnik |
| HH             | Handschloss |
| Hhz            | Hochdruckdampfheizung |
| Hif            | Hilfsfreimeldung |
| Hik            | Hildebrand-Knorr-Bremse (Hik-Bremse) |
| Hikg           | Hildebrand-Knorr-Güterzugbremse |
| Hikp           | Hildebrand-Knorr-Personenzugbremse |
| Hilfsl         | ehemalige Zuggattung: Hilfslokomotive |
| Hilfz          | ehemalige Zuggattung: Hilfszug |
| Hilupre        | Hilfsluftpresser |
| Hinf           | Hinfahrt |
| HK             | Hauptkasse |
| Hl             | Kürzel für Halle |
| HL             | Haltlichtanlage |
| HL             | Handlocher |
| HL             | Hauptluftleitung |
| Hlast          | Höchstlast |
| HLL            | Hauptluftleitung |
| Hl-Signal      | Signalgruppe aus dem Signalbuch: Hauptlichtsignal (die deutsche Version des gemeinsamen Lichtsignalsystems der OSShD) |
| HM             | Haltmeldung |
| HMI            | Human Machine Interface (MMI) |
| Hnbr           | nichtselbsttätige Druckluftbremse (Henry-Bremse) |
| HOA            | Heißläuferortungsanlage |
| Hp             | Haltepunkt |
| Hp-Signal      | Signalgruppe aus dem Signalbuch: Hauptsignal, nur noch für Formhauptsignale und Lichtsignale des H/V-Systems |
| HPR            | Titel Hauptpersonalrat |
| HPV            | Hauptpersonalvertretung |
| HRS-Verschluss | Besondere Form des Weichenverschlusses, Heben-Rollen-Sichern |
| Hs             | Haltssignal (Bezeichnung für Formsperrsignale im Stellwerk und in Planunterlagen) |
| Hs             | Hilfsschütz |
| HS             | Hauptschalter |
| HS             | Halbschrankenanlage |
| HS             | Herzstück |
| HS             | Hot Standby |
| HSLM           | High Speed Load Model (Hochgeschwindigkeitslastmodell >200 km/h) |
| Hsp            | Hauptsperrsignal |
| Hst            | Haltestelle |
| HT             | Hilfstaste (versiegelte Taste oder Taste mit Zählwerk zur Fahrstraßenhilfsauflösung) |
| H-Tafel        | Signal des Signalbuches: Haltetafel (Kennzeichnung des Halteplatzes der Zugspitze bei planmäßig haltenden Zügen) |
| HU             | Hauptuntersuchung |
| HUR            | Hochspannungsumrichter |
| HV             | Handverschluss (zur örtlichen Sicherung von Weichen) |
| HV             | Handverschluss vormontiert |
| HV             | Hauptverwaltung |
| HVAC           | heating ventilation air conditioning system (Klimaanlage) |
| H/V-Signale    | Signalgruppe aus dem Signalbuch: Haupt-/Vorsignalsystem |
| HVB            | Hauptverwaltung der Deutschen Bundesbahn |
| HWA            | Hauptwagenamt |
| HWR            | Hilfswechselrichter |
| H-Wagen        | ursprünglich Holz-Wagen (Drehschemelwagen); seit 1964 gedeckte Güterwagen der Sonderbauart |
| Hz             | Heizung |

## I
| i          | Kennbuchstabe (in Verbindung mit einem Reisezugwagen-Gattungsbuchstaben) Wagen der ehem. Zuggattung InterRegio (in Verbindung mit m)                     |
| I          | Indication supervision limit; ETCS-Begriff |
| i. A.      | im Auftrag |
| IAV        | Infrastrukturanschlussvertrag |
| IBIS       | Integriertes Bordinformationssystem |
| IBNR       | Internationale Bahnhofsnummer |
| IBW        | Innenbogenweiche |
| IC         | Zuggattung: InterCity |
| ICE        | Zuggattung: Intercity-Express |
| ICG        | Zuggattung: InterCargo-Zug |
| IFO        | Inspektionsfahrzeug Oberleitungen |
| IFZ        | Integrierter Fahrzeug-Zubringerbus |
| IGA        | Integrierter Gesamt-Antrieb |
| IGBT       | Insulated Gate Bipolar Transistor |
| IGT        | Internationaler Eisenbahn-Gütertarif |
| IH         | Instandhaltung |
| IMU        | induktive Meldeübertragung |
| INA        | Induktionssicherung anfahrender Züge |
| INB        | Infrastrukturnutzungsbedingungen |
| INDUSI     | Induktive Zugsicherung, siehe Punktförmige Zugbeeinflussung                                                                                              |
| INV        | Infrastrukturnutzungsvertrag |
| Integra    | Zugbeeinflussungssystem der SBB |
| Interfrigo | Société ferroviaire internationale de transports frigorifiques, franz. für: Internationale Eisenbahngesellschaft für Kühltransporte                      |
| IR         | Zuggattung: InterRegio (heute in der Schweiz, früher auch in Deutschland)                                                                                |
| IRE        | Zuggattung: Interregio-Express |
| IRE        | Infrarot-Einschaltung (von Bahnübergängen) |
| IRTN       | International Railway Telecommunication Network (internationales Telefonnetz der Eisenbahnen)                                                            |
| IS         | IS-Leitung |
| IS         | Isolation; ETCS-Betriebsart |
| ISL        | IS-Leitung |
| IS-Leitung | Informations- und Steuerleitung |
| ISR        | Indirekte Selbstregelung |
| ISTP       | Informationssystem Transportleitung Personenverkehr |
| IVC        | Intelligent Vital Computer |
| IvL        | Ingenieurvermessung Lageplan (neu auch Liegenschaftsplan): Lageplan, der auch Bahn- und andere Grundstücksgrenzen sowie Infrastrukturelemente darstellt. |
| Ivmg       | Gleisvermarkungsplan, Trassenplan |

## J
| JDG | Jakobsdrehgestell                                                                 |
| JDŽ | Jugoslovenske Državne Železnice Staatsbahn des ehemaligen Jugoslawien (1929–1953) |
| JŽ  | Jugoslovenske Železnice Staatsbahn des ehemaligen Jugoslawien (1953–2004)         |
| JRU | Juridical Recording Unit, siehe EFR bzw. GMR                                      |

## K
| k                | Kennbuchstabe (in Verbindung mit einem Reisezugwagen-Gattungsbuchstaben) Wagen mit SB-Restaurant oder Warenautomaten                 |
| K                | Kurzzeichen für die Bahndirektion Köln                                                                                               |
| K.Bay.Sts.B.     | Königlich Bayerischen Staats-Bahnen                                                                                                  |
| K.P.E.V.         | Königlich Preußische Eisenbahn-Verwaltung                                                                                            |
| K.Sächs.Sts.E.B. | Königlich Sächsische Staats-Eisen-Bahnen                                                                                             |
| kSStEb           | Königlich Sächsische Staatseisenbahn                                                                                                 |
| K.W.St.E.        | Königlich Württembergischen Staats-Eisenbahnen                                                                                       |
| K-Scheibe        | Signal des Signalbuchs: Signale für das Zugpersonal Zp 10: Fahrzeit kürzen                                                           |
| K-Wagen          | Klappdeckelwagen |
| K                | Reisezugwagen-Gattungsbuchstabe Schmalspurwagen (nur in Verbindung mit A und/oder B)                                                 |
| Kaw              | Kraftwagenausbesserungswerk |
| KB               | Knotenbasa |
| KBD              | Keyboard |
| Kbf              | Knotenbahnhof |
| KBf              | Knotenbafesa |
| Kbw              | Kraftwagenbetriebswerk |
| Kd               | Kreisdispatcher |
| Kdl              | Kleinstdiesellok |
| KE               | Knorr-Bremse mit Einheitswirkung, mehrlösige Druckluftbremse mit einheitlichem, von der Bremszylindergröße unabhängigem Steuerventil |
| KED              | Königliche Eisenbahn-Direktion (Preußische Staatseisenbahnen)                                                                        |
| Kennz            | Kennziffer |
| KF               | Kommandofreigabe |
| Kfe              | Kraftfahrzeugeinsatzstelle |
| Kg               | zur Kenntnis genommen |
| KGC              | Kühlgroßcontainer |
| KIB              | Konstruktiver Ingenieurbau |
| KiN              | Kundenbetreuer im Nahverkehr |
| Kk-Bremse        | Kunze-Knorr-Bremse |
| KKG              | Klimakompaktgerät |
| Kkg              | Kunze-Knorr-Güterzugbremse |
| Kkp              | Kunze-Knorr-Personenzugbremse |
| Kks              | Kunze-Knorr-Schnellzugbremse |
| KkStB            | k.k. Staatsbahnen |
| Kl               | Kleinwagen |
| Kla              | Kleinwagen-Anhänger |
| Klb              | Kleinbahn |
| Klbf             | Kleinbahn-Bahnhof (Inoffizielle Abkürzung)                                                                                           |
| Klf              | Kleinwagenführer |
| Klimadeö         | Klimaanlage mit Dampf, elektrisch oder Ölfeuerung                                                                                    |
| Klimae           | Klimaanlage elektrisch |
| KLK              | Kleiderkasse |
| KLL              | Kleiderlager |
| Klh              | Kleinwagen mit Handbetrieb (Handhebeldraisine)                                                                                       |
| Klv              | Kleinwagen mit Verbrennungsmotor |
| KMC              | Key Management Centre |
| KMS              | Key Management System |
| KOPS             | Koppelschütz |
| KoRil            | Konzern-Richtlinie (alte Abkürzung, nun Ril)                                                                                         |
| KÖB              | Kraftwagenbetrieb der Österreichischen Bundesbahnen                                                                                  |
| Kö               | Kleinlokomotive mit Dieselöl betrieben.                                                                                              |
| Kr               | Kreuzung |
| Krbw             | Kreuzungsbauwerk |
| Krei-Verkehr     | kombinierter Kraftomnibus-Eisenbahn-Verkehr                                                                                          |
| KrM              | Kreuzungsmitte |
| KS               | Kabelschrank (siehe auch SKVz) |
| KS               | Kleinselbstschalter (siehe auch LSS)                                                                                                 |
| KS               | Koppelspule |
| KS-Bahn          | Kleinprofil-Schnellbahn |
| KSG              | Komfortsteuergerät |
| KSR              | Kraftschlussregler |
| Ks-Signale       | Signalgruppe aus dem Signalbuch: Kombinationssignal                                                                                  |
| KTW              | Kopftriebwagen |
| KV               | Kabelverteiler (siehe auch SKV) |
| KVB              | Kontrolle de la Vitesse par Balise (französisches Zugbeeinflussungssystem)                                                           |
| KVB              | Krankenversorgung der Bundesbahnbeamten                                                                                              |
| KVB              | Kölner Verkehrs-Betriebe AG |
| Kw               | Kurswagen |
| KW               | Kreuzungsweiche |
| Kz               | Kennziffer |
| Kzpbr            | Zweikammerdruckluftbremse Bauart Knorr für Personenzüge                                                                              |

## L
| L          | Abkürzung in Bahnhofsplänen: Ladelehre |
| L0         | ETCS Level 0 |
| L1         | ETCS Level 1 |
| L1LS       | ETCS Level 1 Limited Supervision |
| L2         | ETCS Level 2 |
| L2oS       | ETCS Level 2 ohne Signale |
| L3         | ETCS Level 3 |
| La         | Zusammenstellung der vorübergehend eingerichteten Langsamfahrstellen und anderen Besonderheiten; umgangssprachlich auch für die Langsamfahrstelle selbst |
| la         | Länge der Ausrundung bei Kuppen und Wannen |
| LAC        | Luftaufbereitungscontainer |
| LAR        | Lautsprecheranlage Reisezug |
| LAufs      | Ladeaufsicht |
| lb         | Bogenlänge |
| LB         | Lärmschutzbauwerk |
| LBB        | Lavamünder Bahn, Nostalgiebahn in Kärnten, Österreich |
| LBS        | Leit- und Bediensystem |
| LCM        | Line Converter Module (Netzstromrichter) |
| LD         | Laufdrehgestell |
| ldB        | links der Bahn |
| LdBf       | Leiter des Bahnhofs |
| LdD        | Leiter der Dienststelle |
| ldS        | letzte durchgehende Schwelle |
| LDT        | Leuchtdrucktaster |
| Le         | Kürzel für Leipzig |
| LeiBIT     | Leitsystem Betriebliche Informationsverteilung (Software für Zuglaufinformationen)                                                                       |
| LeiDis     | Leitsystem Disposition |
| LeiDis-FI  | Leitsystem Disposition – Flächeninformation |
| LeiDis-N   | Leitsystem Disposition – Netzdisposition |
| LeiDis-NK  | Leitsystem Disposition – Netzdisposition Kunde |
| LeiDis-S/K | Leitsystem Disposition – Strecken und Knoten |
| Leig       | Leichtgüterzug, eigentlich Leichter Eilgüterzug |
| Leip       | leichter Personenzug |
| LEIVO      | Leitungsvorschriften |
| LEL        | Lokeinsatzleitung (Österreich) |
| LEU        | Lineside Electronic Unit, streckenseitige elektronische Einheit einer Eurobalise                                                                         |
| LEW        | Lokomotivbau-Elektrotechnische Werke in Hennigsdorf |
| LfD        | Leistungsverrechnung für Dritte |
| Lfsig      | Langsamfahrsignal |
| Lf-Signale | Signale des Signalbuches: Langsamfahrsignale |
| Lfst       | Langsamfahrstelle |
| lg         | Länge einer Zwischengeraden |
| Lg         | ehemalige Zuggattung: Leerwagen-Güterzug |
| Lgg        | ehemalige Zuggattung: Leerzug aus gedeckten Güterwagen                                                                                                   |
| Lgo        | ehemalige Zuggattung: Leerzug aus offenen Güterwagen |
| LHB        | Linke-Hofmann-Busch |
| Lhz        | Luftheizung |
| Li         | Lichtraum |
| LIM        | Line Interference Monitor (Fahrzeugschutz) |
| Llv        | Lokomotivleistungs- und Verbrauchstafel |
| LM         | Leuchtmelder |
| LNT        | Leichter Nahverkehrstriebwagen |
| LNTC       | ETCS Level NTC; Nationales Zugsicherungssystem |
| LOA        | Limit of Authority; ETCS-Bergiff |
| LOB        | Lokomotivbau Babelsberg |
| Lok        | Lokomotive |
| Lokbf      | Lokomotivbahnhof |
| Lokdl      | Lokomotivdienstleiter |
| Lokf       | Lokomotivführer |
| Lokkm      | Lokomotivkilometer |
| Lokltg     | Lokomotivleitung |
| Lokw       | Lokomotivwechsel |
| Lokz       | Lokzug |
| Lp         | Personenwagen-Leerzug |
| Lr         | Leerreisezug |
| Lr         | ehemalige Zuggattung: Leerreisezug |
| LRBG       | Last Relevant Balise Group; ETCS-Begriff |
| Lrf        | Lokrangierführer |
| Lrv        | ehemalige Zuggattung: Leerreisezug vom (Voll-)Zug |
| Lrz        | ehemalige Zuggattung: Leerreisezug zum (Voll-)Zug |
| Ls         | Lichtsperrsignal |
| LS         | Limited Supervision; ETCS-Betriebsart |
| LS         | Ladeschütz |
| L-Scheibe  | Signale des Signalbuches: Signale für das Zugpersonal Zp 11 (Langsamer fahren!)                                                                          |
| LSE        | Langschieneneinheit |
| Lsp-Signal | Signale des Signalbuches: Lichtsperrsignale |
| LSS        | Leitungsschutzschalter (nicht: Leistungs-) |
| LSSMA      | Lowest Supervised Speed within the Movement Authority; ETCS-Begriff                                                                                      |
| LST        | Leit- und Sicherungstechnik |
| Lstr       | Ladestraße |
| LSW        | Lärmschutzwand |
| LTA        | Lufttrocknungsanlage |
| LTM        | Loop Transmission Module, siehe Euroloop |
| LTO        | Level Transition Order |
| LTS        | Luganskij Teplowosostroitelni Sawod (Lugansker Dieselmotorenbau) Lokomotivfabrik Luhansk                                                                 |
| LTÜ        | Lagertemperaturüberwachung |
| Lü         | Lademaßüberschreitung |
| LüK        | Länge über Kupplung |
| LüP        | Länge über Puffer |
| LV         | Leistungsvereinbarung (Konzerninterne Verrechnung) |
| LVT        | Leichtverbrennungstriebwagen |
| LW         | Liegewagen |
| LW         | Levelwechsel |
| LWÜ        | Laufwerksüberwachung |
| LX         | Level Crossing; Bahnübergang |
| Lz         | ehemalige Zuggattung: einzeln fahrendes Triebfahrzeug (Lokzug)                                                                                           |
| LZB        | Linienförmige Zugbeeinflussung, auch Linienzugbeeinflussung (RL 408)                                                                                     |
| LZB-Tel.   | LZB-Telegramm |
| Lzg        | ehemalige Zuggattung: ausgenutzte Lokomotivleerfahrt |
| Lzpr       | ehemalige Zuggattung: leerfahrende Probelokomotive |
| L-Zug      | Luxus-Zug |
| Lzv        | ehemalige Zuggattung: einzeln fahrendes Triebfahrzeug (Lokzug) vom (Voll-)Zug                                                                            |
| Lzz        | ehemalige Zuggattung: einzeln fahrendes Triebfahrzeug (Lokzug) zum (Voll-)Zug                                                                            |

## M
| m        | Kennbuchstabe (in Verbindung mit einem Reisezugwagen-Gattungsbuchstaben) Fernverkehrswagen mit mehr als 24,5 m Länge              |
| M        | Motor |
| M        | als Kürzel für einen Hauptdienstzweig der DR: Maschinenwirtschaft                                                                 |
| M        | Kurzzeichen für die Bahndirektion München                                                                                         |
| MA       | Maschinenamt |
| MA       | Mitarbeiter |
| MA       | Movement Authority; ETCS-Fahrerlaubnis                                                                                            |
| MaB      | Mitarbeiter auf Betriebsstellen                                                                                                   |
| MAS90    | Melde AnlagenSystem 90 |
| MÁV      | Magyar Államvasutak, ungarische Staatsbahn                                                                                        |
| Mb       | Meldebuch |
| MBF      | Mitarbeiter in Betreuungsfunktion (Betreuer an einem Unfallort)                                                                   |
| Mbr      | Mindestbremshundertstel, siehe Bremshundertstel                                                                                   |
| Mbrh     | Mindestbremshundertstel |
| MBS      | Modulares Bremssystem |
| MC       | Zeichen für Querschnitte und Bauart nach den PPW-Normen                                                                           |
| MCG      | Mobile Communications Gateway (Kommunikationsrechner)                                                                             |
| MCM      | Motor Converter Module (Motorstromrichter)                                                                                        |
| mdl      | mündlich |
| MDV      | ehemaliger Medizinischer Dienst des Verkehrswesens in der DDR                                                                     |
| MESA     | Mobile Eisenbahn-Streckenfunkanlage                                                                                               |
| MES      | Messwerterfassung |
| MET      | Metropolitan |
| MFA      | Modulares Führerraumanzeigegerät                                                                                                  |
| MFD      | Modulares Führerraumdisplay |
| MFD      | Multifunktionsdisplay |
| MfE      | Ministerium für Eisenbahnwesen |
| MFM      | Modulares Führerraumanzeigegerät Mehrsystem                                                                                       |
| MfV      | Ministerium für Verkehrswesen der DDR                                                                                             |
| Mg       | Magnetschienenbremse |
| MgBr     | Magnetschienenbremse |
| MGS      | Mikroprozessor gesteuerter Gleitschutz                                                                                            |
| MHZ      | Mindesthaltezeit |
| MilT     | Militär-Tarif |
| MITROPA  | Mitteleuropäische Schlaf- und Speisewagen AG                                                                                      |
| MIP      | Mobile-Integrations-Plattform |
| MIV      | Magnet-Impuls-Ventil |
| MKS      | Mehrkanalschreiber |
| Mk-Tfz   | Mehrkrafttriebfahrzeug |
| MMI      | Mensch-Maschine-Interface |
| MMS      | Mensch-Maschine-Schnittstelle |
| MORANE   | Mobile Radio for Railway Networks in Europe                                                                                       |
| MOW      | mechanisch ortsgestellte Weiche                                                                                                   |
| MP       | Meldeposten |
| MRDT     | Most Restrictive Displayed Target; ETCS-Begriff                                                                                   |
| MRSP     | Most Restrictive Speed Profile; ETCS-Begriff                                                                                      |
| MSS      | Motorschutzschalter |
| Mst      | Meldestelle |
| mT       | Masse des Triebfahrzeuges |
| MTD      | Maschinentechnisches Display |
| MTRS     | Mobile Train Radio System (Dual-Mode-GSM-R-Fahrzeug-ZF-Gerät der Firma Nortel Network)                                            |
| MTW      | Mitteltriebwagen |
| M-Tafel  | Signal des Signalbuchs: M-Tafel (am Halt zeigenden Hauptsignal auf mündlichen oder fermündlichen Auftrag vorsichtig vorbeifahren) |
| Mufu     | Multifunktionsabteil |
| M. u. V. | Mitteilungen und Verfügungen des ehemaligen Ministeriums für Verkehrswesen der DDR                                                |
| Muz      | Militärurlauberzug |
| Mv       | Magnetventil |
| MVB      | Multifunction Vehicle Bus |
| MW       | Mittelwagen |
| M-Wagen  | Mannschafts-Wagen |
| mWg      | Masse eines Wagens |
| mZg      | Masse eines Zuges |
| Mz       | Meldezettel |
| MZG      | Mehrzweckgerät (z. B. FEW MZ 102)                                                                                                 |

## N
| n             | Kennbuchstabe (in Verbindung mit einem Reisezugwagen-Gattungsbuchstaben) Nahverkehrswagen mit einer Länge von mehr als 24,5 m, Großraum mit Mittelgang in der 2. Klasse (12 fiktive Abteile), Mittel- oder Seitengang in der 1. Klasse, 2 Mitteleinstiegen und konventioneller DB-Wendezug-Steuerleitung |
| N             | ehemalige Zuggattung: Nahgüterzug, bei der ehemaligen DB später Nahverkehrszug |
| N             | Kurzzeichen für die Bahndirektion Nürnberg |
| NA            | National Authority |
| nach nS       | in Verkehrstage-Angaben: an Tagen, die auf einen der unter nS genannten Tage folgen |
| Nb            | Nahbedienungsbezirk |
| Nb            | Nebenbahn |
| NB            | Netzbezirk |
| NBA           | Notbremsanforderung |
| NbA           | Neubauamt der ehemaligen Deutschen Bundesbahn |
| Nbf           | Nebenbahnhof |
| Nbg           | Nebengebührenbuch |
| NBS           | Neubaustrecke |
| NBS           | Nutzungsbestimmungen für Serviceeinrichtungen |
| NBÜ           | Notbremsüberbrückung |
| Ne            | ehemalige Zuggattung: Naheilgüterzug |
| NE            | nichtbundeseigene Eisenbahn |
| NFA-Schranken | nah-, fern- und anrufbediente Schranken, siehe Bahnübergang |
| NFLS          | Notfallleitstelle |
| Nfz           | Nebenfahrzeug |
| Ng            | ehemalige Zuggattung: Nahgüterzug |
| Nhhz          | vereinigte Nieder- und Hochdruckdampfheizung |
| Nhz           | Niederdruckdampfheizung |
| NK            | Netzkoordinator |
| NL            | Non Leading; ETCS-Betriebsart |
| NL            | Nutzlänge |
| NLZ           | Netzleitzentrale, siehe Netzleitzentrale (DB InfraGO) |
| NM            | Nebenfahrt mit Signalisierung |
| Nm            | Nachrichtenmeisterei |
| Nmg           | Notfallmanager |
| NO            | Nebenfahrt ohne Signalisierung |
| NP            | Non Power; ETCS-Betriebsart |
| nP-Zug        | nicht Personenbefördender-Zug |
| NRB           | Notdienst Reisendenbetreuung (DB Fernverkehr) |
| NRBC          | Neighbour RBC |
| Nuhz          | Niederdruckumlaufdampfheizung |
| NS            | Nederlandse Spoorwegen, niederländische Staatsbahn |
| nS            | in Verkehrstage-Angaben: an Werktagen, die auf einen Sonn- oder Feiertag folgen |
| NSG           | Niederspannungsgerüst |
| Nt            | ehemalige Zuggattung: Nahschnellverkehrs-Triebwagen |
| NTC           | National Train Control, siehe ETCS |
| NTkm          | Nettotonnenkilometer |
| Nto           | ehemalige Zuggattung: Nahschnellverkehrs-Schienenomnibus |
| NuBeL         | Nutzungs- und Bestandsliste |
| NVR           | National Vehicle Register (nationales Fahrzeugeinstellungsregister) |
| NVS           | Neues VertriebsSystem (Software zum Ticketverkauf) |
| NW            | Neigungswechsel |
| NWB           | Zuggattung: NordWestBahn |
| NWV           | historischer Verband: Norddeutsche Wagenbau-Vereinigung |
| Nz            | Nachzug |

## O
| o        | Kennbuchstabe (in Verbindung mit einem Reisezugwagen-Gattungsbuchstaben) wie Wagen mit dem Kennbuchstaben m, aber mit weniger Abteilen als dieser |
| öA       | örtliche Aufsicht |
| OB       | Ortsbatterie-Fernsprechapparate |
| OAB      | Oberste Aufsichtsbehörde |
| OB       | Ortsstellbereich |
| OBAEDR   | Oberste Bauleitung für Automatisierung und Elektrifizierung der DR                                                                                |
| ÖBB      | Österreichische Bundesbahnen |
| öBl      | örtlicher Betriebsleiter |
| OBEDR    | Oberste Bauleitung für Elektrifizierung der DR |
| OBL      | Oberbetriebsleitung |
| OBl      | Oberster Betriebsleiter |
| OBU      | Onboard Unit |
| Obw      | Oberbauwerk |
| Obz      | Oberbauzug |
| Odl      | Oberdispatcherleitung |
| OdLW     | Ort des Levelwechsels |
| OE       | Organisationseinheit |
| OEG      | Oberrheinische Eisenbahn-Gesellschaft AG |
| Oelhz    | Ölheizung |
| ÖEM      | Österreichisches Eisenbahnministerium |
| oG       | ohne Gepäckbeförderung |
| Ogbf     | Ortsgüterbahnhof |
| ÖGEG     | Österreichische Gesellschaft für Eisenbahn Geschichte                                                                                             |
| Ohz      | Ofenheizung; in der Regel ein Kanonenofen |
| oK       | ohne Kopframpe |
| OK       | Oberkante |
| OL       | Oberleitung |
| OLA      | Oberleitungsanlage |
| OLIA     | Oberleitungsinselanlage |
| OLSP     | Oberleitungsspannungsprüfeinrichtung |
| öM       | örtlicher Mitarbeiter |
| OMW      | Oberbaumesswagen |
| OPH      | Operational Purpose Handheld Mobile (GSM-R-Betriebsfunkgerät)                                                                                     |
| ÖPNV     | Öffentlicher Personennahverkehr |
| OPS      | Operational Purpose Handheld Mobile for shunting (GSM-R-Betriebsfunkgerät)                                                                        |
| Opsi     | elektro-optische Zugsicherung |
| OS       | On Sight; ETCS-Betriebsart |
| OSE      | Ortssteuereinrichtung |
| OSShD    | Organisazija sotrudnitschestwa shelesnych dorog (russ), Organisation für die Zusammenarbeit der Eisenbahnen                                       |
| öRil     | auch öRili: Örtliche Richtlinien |
| ORT      | Oberleitungsrevisionstriebwagen |
| O-Wagen  | offener Güterwagen (bis 1970) |
| OO-Wagen | offener Großgüterwagen (bis 1970) |
| OVBL     | Oberste Verkehrs- und Betriebsleitung bei der Generaldirektion der ehemaligen DR                                                                  |
| Ow       | Ortswagen |
| Owala    | Oberwagenlaterne (Zugschlusssignal) |
| öZ       | örtliche Zusätze |
| OZA      | Orts- und Zustandsabhängige Diagnose |
| özF      | örtlich zuständiger Fahrdienstleiter |
| Ozl      | Oberzugleitung |

## P
| p          | Kennbuchstabe (in Verbindung mit einem Reisezugwagen-Gattungsbuchstaben) Wagen mit Großraum und Mittelgang, klimatisiert        |
| P          | ehemalige Zuggattung: Personenzug                                                                                               |
| P          | Permitted speed supervision limit; ETCS-Begriff                                                                                 |
| P-Zug      | Personenbefördender-Zug |
| P          | Posten |
| ⊗          | in Verkehrstage-Angaben: Programmzug, auf besondere Anordnung                                                                   |
| Pa         | Prüfungsamt |
| PAV        | Personenabfertigungsvorschriften                                                                                                |
| PB         | Pneumatische Bremse |
| PBD SR     | Permitted Breaking Distance Seed Reduction; ETCS-Begriff                                                                        |
| Pbf        | Personenbahnhof |
| Pbf        | Postbahnhof |
| PBÜ        | Privater Bahnübergang |
| PBV        | Personenbeförderungsvorschriften                                                                                                |
| PbZ        | Zuggattung: Personenverkehr besondere Zwecke                                                                                    |
| PCS        | Passenger Counter System (AFZ)                                                                                                  |
| PD         | Produktionsdurchführung (alter Organisationsbezeichnung bei DB InfraGO AG für Betrieb und Instandhaltung-durchführende Einheit) |
| PEG        | Prignitzer Eisenbahn Gesellschaft, deutsches EVU des britischen Arriva-Konzerns                                                 |
| Pf         | Schneepflug, ehemalige Abkürzung in Unfallunterlagen                                                                            |
| Pf-Signale | Signal des Signalbuchs: Aufforderungssignal zum Pfeifen                                                                         |
| PGT        | Plan der Gleis- und Tiefbauarbeiten                                                                                             |
| PHK        | schweizerisch: Pensions- und Hilfskasse                                                                                         |
| PIM        | Power Interface Modul |
| Piw        | ehemalige Zuggattung: Personenzug im Wendezugbetrieb                                                                            |
| PKP        | Polskie Koleje Państwowe, polnische Staatsbahn                                                                                  |
| PLC        | Primary Location Code |
| Pl         | Plan |
| pl         | planmäßig |
| PlD        | planmäßige Durcharbeitung |
| PM         | Leuchttaste: „Prüfen Melder“ |
| Pmg        | ehemalige Zuggattung: Personenzug mit Güterbeförderung                                                                          |
| PmW        | Personenzug mit Wehrmachtsteil, seit dem 15. Dezember 1940, zuvor: (SFP)                                                        |
| Pn         | Pneumatische Bremssteuerung |
| Po         | Posten (siehe auch Schrapo) |
| Po         | ehemalige Zuggattung: Postzug                                                                                                   |
| POMaS      | Path Order Management System |
| Post       | Reisezugwagen-Gattungsbuchstabe Postwagen                                                                                       |
| PPW        | Правила пользования вагонами, Internationales Wagenabkommen der OSShD                                                           |
| Pr         | Präsident |
| Pr         | Zungenprüfer |
| PRM        | Path Request Message |
| Prw        | ehemalige Zuggattung: Werkstätten-Probezug                                                                                      |
| PS         | Passive Shunting; ETCS-Betriebsart                                                                                              |
| Ps         | ehemalige Zuggattung: S-Bahnzug                                                                                                 |
| Psiw       | ehemalige Zuggattung: S-Bahnzug im Wendezugbetrieb                                                                              |
| PSS        | Planumsschutzschicht |
| PT         | Post Trip, ETCS-Betriebsart |
| Pto        | ehemalige Zuggattung: Schienenomnibus (im Personenverkehr)                                                                      |
| PU         | Personenunfall, verursacht z. B. durch Schienensuizid oder Betreten von Gleisen                                                 |
| PU         | Personenunterführung (Personentunnel)                                                                                           |
| PV         | Personalvorschriften |
| PVDR       | Politische Verwaltung der DR |
| PVI        | planmäßige vorbeugende Instandhaltung                                                                                           |
| Pw         | Personenwagen |
| Pw         | Postwagen |
| Pw         | Packwagen |
| PWR        | Pulswechselrichter |
| PWV        | Personenwagenvorschriften |
| PZB        | Punktförmige Zugbeeinflussung                                                                                                   |

## Q
| q | Kennbuchstabe (in Verbindung mit einem Reisezugwagen-Gattungsbuchstaben) Steuerwagen mit 34-poliger Steuerleitung (nur nicht modernisierte Fahrzeuge) |

## R
| r          | Kennbuchstabe (in Verbindung mit einem Reisezugwagen-Gattungsbuchstaben) Wagen mit Hochleistungs-Bremse (Rapid-Bremse) KE-GPR                                                            |
| r          | Radius |
| R          | Kurzzeichen für die Bahndirektion Karlsruhe (dritter Buchstabe verwendet, da K und A schon vergeben waren)                                                                               |
| R          | Rangierstellwerk |
| R          | Abkürzung in Bahnhofsplänen: kombinierte Kopf- und Seitenrampe |
| R          | Rückmelden |
| R          | Regionalzug (Österreich und Schweiz) |
| RA         | Rampenanfang |
| RA         | Dienstrang: Reichsbahn-Amtmann |
| Rabt       | Rangierabteilung |
| RAP        | Roll Away Protection; ETCS-Begriff |
| Ra-Signale | Signal des Signalbuchs: Signale für den Rangierdienst |
| RAss       | Dienstrang: Reichsbahn-Assistent |
| RAV        | Reichsbahnarbeiterversorgung |
| RAW        | Reichsbahnausbesserungswerk, siehe Ausbesserungswerk |
| Raw        | Reichsbahnausbesserungswerk (nach ca. 1945) |
| RB         | Regionalbereich |
| RB         | offizielle Schweizer Abkürzung für Rangierbahnhof |
| Rb         | Rangierbegleiter |
| Rba        | Reichsbahnamt; Reichsbahnbetriebsamt |
| RBauD      | Reichsbahnbaudirektion, zeitweise auch als Rbbd abgekürzt |
| Rbbd       | Reichsbahnbaudirektion |
| RBC        | Radio Block Centre, Streckenzentrale bei ETCS-Leveln 2 und 3 |
| RBC Acc    | Radio Block Centre Accepting; übernehmende ETCS-Zentrale |
| RBC Hov    | Radio Block Centre Handing over, übergebende ETCS-Zentrale |
| Rbd        | Reichsbahndirektion |
| Rbd Aw     | Reichsbahndirektion der Ausbesserungswerke |
| Rbf        | offizielle deutsche Abkürzung für Rangierbahnhof |
| RBKK       | Reichsbahn-Betriebskrankenkasse, seit Vereinigung mit der Bundesbahn-Betriebskrankenkasse (BBKK) nur noch Bahn-BKK                                                                       |
| RBL        | Rechnergestütztes Betriebsleitsystem |
| RBL        | Regionaler Betreuungsleiter |
| RBW        | Reichsbahn-Werbung |
| RBZ        | Reichsbahnzentrale |
| RCF        | Rolling Contact Fatigue, Rollkontaktermüdung |
| RD         | Dienstrang: Reichsbahn-Direktor |
| rdB        | rechts der Bahn |
| RDS        | Reichsbahndienstsache |
| RDZ        | Rechnergestützte Dispatcherzentrale |
| RENFE      | Red Nacional de los Ferrocarriles Españoles, spanische Staatsbahn |
| RES        | Reichsbahnentwicklungsstelle |
| RES        | ReisendenErfassungsSystem |
| REW        | ReichsbahnEntwicklungsWerk (DR) |
| REX        | Regionalexpress (Österreich) |
| Rf         | Rangierfahrt |
| RFN        | Réseau Ferré de Nationale, französischer Netzbetreiber |
| Rg         | Rangierer |
| Rga        | Rangierarbeiter |
| Rgl        | Rangierleiter |
| Rgl        | Regelgleis |
| RGB        | Richtungsgleisbremse |
| RGK        | Reichsbahngüterkursbuch |
| RGV        | Rame à Grande Vitesse |
| RGV        | Dienstvorschrift der DR: Rangiergerätevorschrift |
| RHAss      | Dienstrang: Reichsbahn-Hauptassistent |
| RHD        | Dienstrang: Reichsbahn-Hauptdirektor |
| RHR        | Dienstrang: Reichsbahn-Hauptrat |
| RHS        | Dienstrang: Reichsbahn-Hauptsekretär |
| Ri         | Richtung |
| RI         | Dienstrang: Reichsbahn-Inspektor |
| RIA        | Reisenden-Informations-Automat |
| RIC        | Regolamento Internazionale delle Carrozze Übereinkommen über die gegenseitige Benutzung der Personen- und Gepäckwagen im internationalen Verkehr                                         |
| RID        | Règlement concernant le transport international ferroviaire de marchandises Dangereuses, Regelung zur internationalen Beförderung gefährlicher Güter im Schienenverkehr (Gefahrgutrecht) |
| Ril        | Richtlinie |
| RiM        | Rail-in-Motion: Tabletapplikation für Triebfahrzeugführer |
| RiR        | Rangieren in Rangierfunkgruppen (GSM-R) |
| RIS        | Reisenden-Informations-System |
| RiScha     | Richtungsschalter |
| RIU        | Radio Infill Unit |
| RIV        | Regolamento Internazionale Veicoli, Übereinkommen über die gegenseitige Benutzung der Güterwagen im internationalen Verkehr                                                              |
| RK         | Rangierkupplung |
| RKV        | Reichsbahnkrankenversorgung |
| RKW        | Reichsbahnkraftwerk |
| Rl         | Rangierleiter |
| RMP        | Reverce Movement Protection; ETCS-Begriff |
| RMP        | Rückmeldeposten |
| RN         | Regionalnetz |
| ROA        | Dienstrang: Reichsbahn-Oberamtmann |
| ROAss      | Dienstrang: Reichsbahn-Oberassistent |
| ROD        | Dienstrang: Reichsbahn-Oberdirektor |
| ROI        | Dienstrang: Reichsbahn-Oberinspektor |
| RoR        | Rangieren ohne Rangierfunkgruppen (GSM-R) |
| ROR        | Dienstrang: Reichsbahn-Oberrat |
| ROS        | Dienstrang: Reichsbahn-Obersekretär |
| Rottenf    | Rottenführer |
| Rp         | Räumungsprüfung (auf der freien Strecke) |
| Rpz        | Räumungsprüfung auf Zeit (auf der freien Strecke) |
| RR         | Dienstrang: Reichsbahn-Rat |
| Rs         | Radsatz |
| RS         | Dienstrang: Reichsbahn-Sekretär |
| RS4C       | Repitione Signali 4 Codici (italienisches Zugbeeinflussungssystem) |
| RSO        | Répétition Signaux Optique (Zugbeeinflussungssystem der SNCF) |
| Rsp        | Reichsbahn-Sparkasse |
| Rsp        | Rückhaltesperre |
| RSV        | Rückschlagventil |
| RTE        | Rangiertechnische Einrichtung |
| RÜ         | Reisendenübergang, Reisendenüberweg |
| RUAss      | Dienstrang: Reichsbahn-Unterassistent |
| Rückf      | Rückfahrt |
| RUS        | Dienstrang: Reichsbahn-Untersekretär |
| RÜW        | Rollüberwachung |
| RV         | Reversing; ETCS-Betriebsart |
| RVA        | Reichsbahnverkehrsamt |
| RVD        | Reichsbahnzentrale für den Deutschen Reiseverkehr GmbH (1920 bis 1945) |
| RVL        | Regionaler Vertriebsleiter |
| R-Wagen    | Rungen-Wagen (seit 1964 Flachwagen der Regelbauart mit Drehgestellen) |
| RZ         | Reisezentrum |
| RZ         | Rationalisierter Zustand |
| Rz         | Reisezug |
| RZA        | Reichsbahn-Zentralamt |
| Rzgl       | Reisezuggleis |
| Rzu        | Regelzuschlag |

## S
| s          | Kennbuchstabe (in Verbindung mit einem Reisezugwagen-Gattungsbuchstaben) bei Gepäckwagen: Seitengang; bei Schlafwagen: Bauart Spezial |
| s          | Spurweite |
| S          | Kurzzeichen für die Bahndirektion Saarbrücken                                                                                         |
| S          | Sanitäter ehemalige Abkürzung in Unfallunterlagen                                                                                     |
| S          | Schiene |
| S          | Strecke |
| S          | in Verkehrstage-Angaben: an Sonn- und Feiertagen (siehe auch W, A)                                                                    |
| SA         | Schienenauszugsvorrichtung |
| SA         | Stromabnehmer |
| Sakra      | Sicherungsaufsichtskraft |
| SAL        | Signal Alerte Lumineux (Lichtalarmsignal der SNCF und SNCB)                                                                           |
| SAnfT      | Signal-Anforderungs-Taste |
| SARA       | standardisierte Außenreinigungsanlage                                                                                                 |
| SAS        | Schaltantragsteller |
| SAT        | Selbstabfertigung durch den Triebfahrzeugführer                                                                                       |
| SATR       | Stromabnehmertrennschalter |
| SB         | Signalbuch |
| SB         | Schnellbremsung |
| SB         | Selbststellbetrieb |
| SB         | Stand By; ETCS-Betriebsart |
| S-Bahn     | Stadtschnellbahn / Schnellbahn |
| SBB        | Schweizerische Bundesbahnen |
| SBD        | Service Break Deceleration curve; ETCS Vollbrems-Ablaufkurve                                                                          |
| Sbk        | selbsttätiges Blocksignal |
| Sbk        | selbsttätige Blockstelle |
| Sbk        | Selbstblock (im Gegensatz zu Zentralblock)                                                                                            |
| Sbkvsig    | Vorsignal eines selbsttätigen Blocksignals                                                                                            |
| SBI        | Service Break Intervention supervision limit; ETCS Vollbrems-Einsatzkurve                                                             |
| SBL        | Stab für die operative Betriebsleitung der DR                                                                                         |
| SBM        | Segmentbremsmanager |
| SBR        | Schotterbettreinigungsmaschine |
| SbS        | Schaltbefehlsstelle |
| SBS        | Schnellbremsschleife |
| SBS        | Sonderbestimmungen für den Betrieb der Berliner S-Bahn (DB-Richtlinie 432)                                                            |
| SbV        | Sammlung betrieblicher Vorschriften                                                                                                   |
| S-Bw       | S-Bahn-Betriebswerk |
| SC         | ServiceCenter |
| Sch        | Schutzsignal |
| Sch        | Gleisschotter |
| Sch        | Schwelle |
| Schad      | ehemalige Zuggattung: Schadwagenzug                                                                                                   |
| Schad      | schwer beschädigte oder beschädigte Wagen                                                                                             |
| Schlz      | ehemalige Zuggattung: Schiebelokomotiv(zug)e                                                                                          |
| Schrapo    | Schrankenposten (siehe auch Po) |
| Schravo    | Dienstvorschrift für den Schrankenwärterdienst, Dienstvorschriften der DR Nr. 456                                                     |
| Schrp      | Schrankenposten |
| Schrw      | Schrankenwärter |
| Schw       | Kürzel für Schwerin |
| Schww      | Schwellenwerk |
| Sch-Tfz    | Schiebetriebfahrzeug |
| SCI-RBC    | Standard Communication Interface-RBC                                                                                                  |
| SCMT       | Sistema di Controllo della Marcia del Treno (italienisches ZugBesy)                                                                   |
| Sdb        | Streckendispositionsbereich |
| SdL        | Schaltdienst-Leiter |
| Sdz        | Sonderzug |
| Send       | Sendung |
| SEV        | Schweizerischer Eisenbahn- und Verkehrspersonal-Verband                                                                               |
| SEV        | Schienenersatzverkehr |
| Sf         | Signalfahrttaste (Gruppentaste für die Signalfahrtstellung)                                                                           |
| Sf         | Störfall |
| SF         | ehemaliger Hauptdienstzweig der DR: Signal- und Fernmeldewesen                                                                        |
| SF         | Schnellzug für Fronturlauber, ab 5. März 1940, zuvor: Fu                                                                              |
| SF         | System Failure; ETCS-Betriebsart |
| SFD        | Schnellzug mit Wehrmachtsteil, ab dem 15. Dezember 1940: DmW                                                                          |
| SFE        | Eilzug mit Wehrmachtsteil, ab dem 15. Dezember 1940: EmW                                                                              |
| Sfm        | Signal- und Fernmeldemeisterei |
| SFP        | Personenzug mit Wehrmachtsteil, ab dem 15. Dezember 1940: PmW                                                                         |
| Sfp        | Signal- und Fernmeldeposten |
| SFR        | Schnellzug für Fronturlauber mit [zivilem] Reiseverkehr, ab 15. Dezember 1940, zuvor: SF                                              |
| SFS        | Schnellfahrstrecke |
| Sfw        | Signal- und Fernmeldewerk |
| SGKW       | Schüttgutkippwagen (siehe Offener Güterwagen#Seitenkippbare Wagen)                                                                    |
| SGV        | Schienengüterverkehr |
| Sh         | Schutzhaltesignal |
| Sh         | Signalhalttaste |
| SH         | Shunting; ETCS-Betriebsart |
| SH         | Schnellzug für Heimattruppen, ab 5. März 1940, zuvor: Wu                                                                              |
| SHHV       | Seehafenhinterlandverkehr |
| SHP        | Samoczynne hamowanie pociągu (polnische Zugbeeinflussung)                                                                             |
| SIAC       | Systèm Informatique d’ Aide à la Conduite (Diagnosesystem TGV)                                                                        |
| SIBAS      | Siemens-Bahn-Automatisierungssystem                                                                                                   |
| SichV      | Dienstvorschrift der DR: Allgemeine Vorschriften für Sicherungsanlagen                                                                |
| Sifa       | Sicherheitsfahrschaltung |
| Sig        | Signal |
| sigabh     | signalabhängig |
| Sigabh     | Signalabhängigkeit |
| Sigm       | Signalmeisterei |
| Sigw       | Signalwerkstatt |
| SIL        | Safety Integrity Level |
| SIM        | Subscriber Identy Module |
| Sipo       | Sicherungsposten |
| Sizu       | Signalzugschlussstelle |
| Sk         | Schlüsselkombination |
| Sk-Signale | Signalgruppe aus dem Signalbuch: Sk-Signalsystem                                                                                      |
| SK         | Saugkreis |
| SKl / Skl  | Schwer-Kleinwagen |
| SKS        | Spurkranzschmierung |
| SKV        | Schienenkontaktverteiler / Signalkabelverteiler                                                                                       |
| SKVz       | Signalkabelverzweiger (Kabelschrank)                                                                                                  |
| Slz        | Schlusslokomotiv(zug)e |
| SL         | Sleeping; ETCS-Betriebsart |
| Sm         | Signalmeister |
| SM         | Supervised Manoeuvre; ETCS-Betriebsart                                                                                                |
| SMS        | Short Message Service (GSM-Kurznachrichtendienste)                                                                                    |
| SN         | Signal-Nachahmer |
| SN         | System National; ETCS-Betriebsart |
| SNB        | SchienenNetz-Benutzungsbedingungen |
| SNCF       | Société nationale des chemins de fer français, französische Staatsbahn                                                                |
| SO         | Schienenoberkante |
| SoM        | Start of Mission; ETCS-Begriff für Beginn einer Fahrt                                                                                 |
| So-Signale | Signal des Signalbuchs: sonstige Signale, siehe Nebensignal                                                                           |
| Sp         | Schaltposten |
| Sp         | Sperrsignal |
| sp         | später |
| SPA        | Sprachausgabe |
| SpDrL      | Spurplan-Drucktastenstellwerk der Bauart Lorenz (Schaub-Lorenz, ITT, Alcatel, Thales)                                                 |
| SpDrS      | Spurplan-Drucktastenstellwerk der Bauart Siemens                                                                                      |
| Sperr      | Sperrung |
| Sperrf     | Sperrfahrt |
| SPFV       | Schienenpersonenfernverkehr |
| SPG        | Schienenprüfgerät |
| SpM        | Sperr- und Meldeeinrichtung |
| SPNV       | Schienenpersonennahverkehr |
| Sp-Signale | Signal des Signalbuchs: Signal für Schiebelokomotiven und Züge auf falschem Gleis                                                     |
| SPUS       | Spurkranzschmierung |
| SPV        | Schienenpersonenverkehr |
| SPZ        | Schienenprüfzug |
| SR         | Reisezugwagen-Gattungsbuchstabe Gesellschafts- (früher Salon-)wagen                                                                   |
| SR         | Seitenrampe |
| SR         | Staff Responsible; ETCS-Betriebsart                                                                                                   |
| SRE        | Schneeräumeinheit |
| Ss         | Streckenschaltfeld, Blockfeld beim österreichischen Felderstreckenblock                                                               |
| SSA        | schranken- und signalabhängige Alarmeinrichtung                                                                                       |
| SSD        | Schienenstegdämpfer (Lärmschutzanlage am Gleis)                                                                                       |
| Ssp        | Schlüsselsperre |
| SSP        | Satic Speed Profile; ETCS Geschwindigkeitsprofil der Strecke                                                                          |
| SST        | Seitenselektive Türsteuerung |
| SSTF       | Seitenselektive Türfreigabe Fernverkehr                                                                                               |
| ST         | Schlagtaster (bei EOW) |
| St         | Schnellzugtenderlokomotive |
| St         | Städteschnellverkehrstriebwagen |
| St         | Störung |
| St         | Stückgut |
| StGa       | Stückgutabfertigung, siehe Stückgut                                                                                                   |
| STI        | französisch für TSI |
| StL        | Streckenlliste |
| STM        | Specific Transmission Module, siehe ETCS                                                                                              |
| Stm        | Starkstrommeisterei |
| Stör       | Störung |
| Str        | Strecke |
| Strebu     | Streckenbuch (bis Dezember 2015 öRil Zp)                                                                                              |
| Strm       | Streckenmeister |
| Strw       | Streckenwechsel (Die Nummer der Strecke wechselt auf freier Strecke)                                                                  |
| StTK       | Ständige Tarifkommission der Deutschen Eisenbahnverwaltungen                                                                          |
| Stv. GD    | Dienstrang: Stellvertreter des Generaldirektors der DR                                                                                |
| Stw        | Staffelwagen |
| Stw        | Stellwerk |
| Stwg       | Steuerwagen |
| Stwm       | Stellwerksmeister |
| Stww       | Stellwerkswärter |
| SÜ         | Straßenüberführung (Straßenbrücke überquert Bahn, Gegenteil siehe EÜ)                                                                 |
| Sv-Signale | Eisenbahnsignal des Signalbuchs: Lichtsignale (Signalverbindungen) der S-Bahn Berlin, siehe Sv-Signalsystem                           |
| Sv         | Signalverschlussfeld (alte österreichische Bezeichnung für Ba- und Be-Felder)                                                         |
| SVG        | Stromversorgung |
| SvL        | Supervised Location; ETCS-Fahrzeuggerät verhindert Passieren dieses Ortes                                                             |
| SVT        | Schnellverbrennungstriebwagen |
| Sw         | Signalwerker (siehe Signalmeister (Eisenbahn))                                                                                        |
| Sw         | Signalwerkstatt |
| SW         | Stützwand |
| S-Wagen    | Schienen-Wagen |
| S-Btrh     | Signalbetriebshelfer (und Folgende siehe Signalmeister (Eisenbahn))                                                                   |
| S-Btrhm    | Signalbetriebshauptmechaniker |
| S-Btrm     | Signalbetriebsmechaniker |
| S-Btrmt    | Signalbetriebsmonteur |
| S-Btrom    | Signalbetriebsobermechaniker |
| SZB        | Signalisierter Zugleitbetrieb |
| SŽD        | Sowetskije schelesnyje dorogi (russisch Советские железные дороги), ehemalige sowjetische Staatsbahn                                  |
| SŽDC       | Správa železniční dopravní cesty, ehemalige Bezeichnung des staatlichen tschechischen Eisenbahninfrastrukturunternehmens              |

## T
| T         | Kurzzeichen für die Bahndirektion Stuttgart |
| T         | Triebfahrzeug (meist Tfz) |
| T         | Triebwagen |
| Ta        | Tarifamt |
| Ta        | Tatbestandsaufnahme |
| Ta        | Fernschreibabschlussverbindung |
| TAB       | Technische Aufsichtsbehörde für Straßenbahnen |
| TauVo     | Tauglichkeitsvorschriften |
| TAS       | Transport Automatic Systems |
| TAV       | Technikbasiertes Abfertigungsverfahren |
| Tb        | Triebfahrzeugbegleiter |
| Tb        | Fernschreibbezirksverbindung |
| Tb        | Triebfahrzeugbetrieb |
| TB        | Tarifbestimmungen |
| TB        | Talbremsstaffel |
| TB        | Teilblock (z. B. bei CIR-ELKE) |
| TB        | Technischer Berechtigter |
| TB0, TB 0 | Türblockierung ab 0 km/h |
| TB5       | Türblockierung ab 5 km/h |
| TBL       | Transmissie Baken-Locomotief (niederländisches Zugbeeinflussungssystem) |
| TBNE      | Tarifverband der Bundeseigenen und Nichtbundeseigenen Eisenbahnen in Deutschland früher: Tarifverband Deutsche Bundesbahn – Deutsche Nichtbundeseigene Eisenbahnen             |
| TBV       | Tunnelbegegnungsverbot |
| TBw       | Triebwagenbetriebswerk |
| TCB       | Trafo Control Box (Trafokontrollbox) |
| TCDD      | Türkiye Cumhuriyeti Devlet Demiryollari (Türkisch-Republikanische Staatsbahn)                                                                                                  |
| TCN       | Train Communication Network (Leittechniksystem) |
| TCU       | Traction Control Unit (ASG) |
| TD        | Triebdrehgestell |
| TDe       | ehemalige Zuggattung: Transit-Durchgangseilgüterzug |
| TDg       | ehemalige Zuggattung: Transit-Durchgangsgüterzug |
| TE        | Technische Einheit im Eisenbahnwesen |
| TE        | Traktionseinheit |
| TE        | Tiefenentwässerung |
| TEA       | Tunnelentwässerungsanlagen |
| TEE       | ehemalige Zuggattung: Trans-Europ(e)-Express |
| TEEM      | ehemalige Zuggattung: Trans-Europ(e)-Express-Marchandises ehemaliges Netz internationaler Güterzüge mit hoher Durchschnittsgeschwindigkeit                                     |
| TEF       | ehemalige Zuggattung: Trans-Europ-Fracht-Zug |
| TEIV      | Transeuropäische-Eisenbahn-Interoperabilitätsverordnung |
| TEN       | Trans European Network; Transeuropäische Netze |
| Tf        | Fernschreibfernverbindung |
| Tf        | Triebfahrzeugführer (Deutschland) |
| Tf-A      | Triebfahrzeugführer-Ausbilder |
| Tfv       | Tarifverzeichnis |
| Tfz       | Triebfahrzeug |
| Tfzf      | Triebfahrzeugfahrt |
| Tfzf      | Triebfahrzeugführer (Österreich) |
| Tfzf-NWK  | Triebfahrzeugführer-NachWuchsKraft |
| TGV-2N2   | Doppelstock-TGV |
| TGV-POS   | TGV-Baureihe für „Paris–Ostfrankreich–Süddeutschland“ |
| TGV-PBKA  | TGV-Baureihe für „Paris–Brüssel–Köln/Amsterdam“ |
| Th        | Fernschreibhauptverbindung |
| Th.       | Teilheft |
| TIU       | Train Interface Unit; ETCS-Begriff |
| Tk        | Telekommunikation |
| TK        | Triebkopf |
| TLg       | ehemalige Zuggattung: Transitleerwagenzug |
| TLgo      | ehemalige Zuggattung: Transitleerzug aus offenen Güterwagen |
| Tls DR    | Transitleitstelle der DR |
| To        | Türen offen |
| Tp        | Fernschreib-Postanschluss |
| TP        | Transportleitung |
| Transsib  | Transsibirische Eisenbahn |
| Trapo     | umgangssprachlich für Transportpolizei |
| TR        | Trip; ETCS-Betriebsart |
| TRIT      | Ortungssystem für DSB |
| TRU       | Trainbourne Recording Unit |
| TS        | Trennschalter |
| Ts        | Ts-Signal (Signale für Teilfahrten und Schiebelokomotiven) |
| Ts        | Tastensperrfeld, Tastensperre (Blockfeld auf mechanischen Stellwerken) |
| TSB       | Tunnelsicherheitsbeleuchtung |
| Tsp       | Tastensperre (Einrichtung des Felderblockes) |
| TSG       | Train Signalling Gateway |
| TSI       | Technical Specification for Interoperability; Technische Spezifikationen für die Interoperabilität                                                                             |
| TSI CCS   | Technical Specification for Interoperability Command Control Signalling; Technische Spezifikationen für die Interoperabilität für Zugsteuereung, Zugsicherung und Signalgebung |
| TSM       | Target Speed Monitoring; ETCS-Begriff |
| TSR       | Temporary Speed Restriction; Vorübergehende Langsamfahrstelle |
| TU        | Traktionsumrichter |
| TÜDR      | Technische Überwachung der Deutschen Reichsbahn (nach 1945) |
| TÜSA      | Thermischer Überstromauslöser |
| TVA       | Tarif- und Verkehrsanzeiger |
| TVM       | Transmission Voie-Machine (französisches Zugbeeinflussungssystem) |
| TVT       | Turmverbrennungstriebwagen |
| Tw        | Triebwagen |
| TW        | Trafowagen |
| T-Wagen   | Thermoswagen |
| TWR       | Traktionswechselrichter |
| Tz        | Türen zu |
| Tz        | Triebzug |

## U
| u            | Kennbuchstabe (in Verbindung mit einem Reisezugwagen-Gattungsbuchstaben) Wagen mit konventioneller Wendezugsteuerleitung (34-poliges Kabel)                      |
| u            | unbesetzt |
| ü            | überholt durch |
| ◉            | Überholung |
| U            | Stundenstelle einer Uhrzeit (mit M für Minute) |
| U            | Übergangsbogen |
| UA           | Übergangsbogenanfang |
| Üa           | ehemalige Zuggattung: Übergabezug nach und von Anschlussstellen der freien Strecke                                                                               |
| UBatt        | Batteriespannung |
| Ub           | Uhrenbezirksverbindung |
| Üb / Üg / Ür | ehemalige Zuggattung: Übergabezug zwischen benachbarten Bahnhöfen                                                                                                |
| überg        | übergeben |
| übern        | übernommen |
| Üc           | Übermittlungscode (von schriftlichen Befehlen, Abkürzung ab Dezember 2015)                                                                                       |
| UE           | Übergangsbogenende |
| Üe           | ehemalige Zuggattung: Eilwagenübergabegüterzug |
| ue           | Überhöhung |
| Uf           | Uhrenfernverbindung |
| uf           | Überhöhungsfehlbetrag |
| UFGT         | Umfahrgruppentaste |
| Ufw          | Umformerwerk, siehe Bahnstrom |
| Ühgl         | Überholungsgleis |
| UIC          | Union internationale des chemins de fer, der Internationale Eisenbahnverband                                                                                     |
| UiG          | Unternehmensinterne Genehmigung |
| UIRR         | Union Internationale des sociétés de transport combiné Rail-Route, die Internationale Vereinigung der Gesellschaften für den Kombinierten Verkehr Schiene-Straße |
| Ültg         | Überleitung |
| UM           | Übergangsbogenmitte |
| UN           | Unfitted; ETCS-Betriebsart |
| ÜS           | Überwachungssignal |
| ÜSA          | Überstromauslöser |
| Üst          | Überleitstelle |
| ÜL           | Überwachungleuchte |
| ÜLS          | überlasteter Schienenweg |
| Uml          | Umleitung |
| Umltg        | Umleitung |
| Umst         | Unfallmeldestelle |
| unbest       | unbestimmt |
| UNIFE        | Union de Industries Ferrovaires Europeenes (Verband der europäischen Eisenbahnindustrie)                                                                         |
| UNISIG       | Union Industrie of Signalling (Verband der ETCS-Hersteller) |
| Unt          | Untersuchung |
| unv          | unverändert |
| ÜS           | Überwachungssignal (eines Bü) |
| ÜSA          | Überspannungsableiter |
| USM          | Universalstopfmaschine |
| Üst          | Überleitstelle |
| UT           | Unwirksamkeitstaste |
| ÜT           | Übergangstarif |
| uu           | Kennbuchstabe (in Verbindung mit einem Reisezugwagen-Gattungsbuchstaben) Wagen, der eine konventionelle Wendezugsteuerleitung mit 36-poligem Kabel besitzt       |
| Uw           | Umladewagen |
| Uw           | Unterhaltungswerk |
| Uw           | Unterwerk |
| UZ           | Untersuchungszentrale |
| üZD          | überregionaler Zugdisponent |

## V
| v           | Kennbuchstabe (in Verbindung mit einem Reisezugwagen-Gattungsbuchstaben) Fernverkehrswagen mit Abteilen, klimatisiert                      |
| v           | von |
| V2          | Signalvorschrift der ÖBB |
| V3          | Betriebsvorschrift der ÖBB |
| VA          | Verkehrsamt |
| VAA         | Verkehrsabrechnungsamt |
| VB          | Vollbremsung |
| VB          | Verkehrsbetrieb |
| VB          | vorgezogene Bedienstelle (bei EOW) |
| VBC         | Virtual Balise Cover; ETCS-Begriff |
| Vbf         | Verschiebebahnhof |
| vBrw        | verkürzter Bremsweg |
| VCU         | Vehicle Control Unit |
| VND         | Vereinfachter Nebenbahndienst |
| VDE         | Verkehrsprojekt Deutsche Einheit |
| VDEV        | Verein Deutscher Eisenbahnverwaltungen |
| Ve          | Veschub |
| Ve-Signal   | ehemalige Signalgruppe im Signalbuch, Fahrverbots- und -erlaubnissignale                                                                   |
| verk        | verkehrt |
| Verk        | Verkehrshalt |
| Verl        | Verladung |
| Verm        | Vermittlung |
| VersA       | Versuchs Anstalt, seit 2005 Deutsche Bahn AG, DB Systemtechnik                                                                             |
| Verw        | Verwaltung |
| Verz        | Verzeichnis |
| vFB         | vereinfachter Fernbedien-Bereich |
| VkK         | Verkehrskasse |
| VKM         | Vehicle Keeper Marking (Fahrzeughalterkennzeichnung)                                                                                       |
| VL          | Verkehrsleitung |
| Vl          | Vorspannlokomotive |
| Vl-Signale  | ehemalige Signalgruppe des Signalbuches: Lichtvorsignale (des alten Lichtsignalsystems zur Unterscheidung von den Hl-Signalen, DR ab 1959) |
| VLZ         | Verkehrsleitzentrale |
| v           | Geschwindigkeit |
| vAusfall    | Ausfallgeschwindigkeit (die bei einem LZB-Ausfall gefahrene Geschwindigkeit)                                                               |
| ve          | Entwurfsgeschwindigkeit |
| vFz         | zugelassene Fahrzeughöchstgeschwindigkeit                                                                                                  |
| vgz         | planmäßige Geschwindigkeit langsam fahrender Züge an einer Stelle                                                                          |
| vist        | Ist-Geschwindigkeit |
| vlim        | Limitgeschwindigkeit |
| vmax        | Höchstgeschwindigkeit |
| vmin        | Nach einem LZB-Ausfall: geringster Wert aus vAusfall und PZB-Überwachungsgeschwindigkeit                                                   |
| vPZB-Zugart | Höchstgeschwindigkeit der entsprechenden PZB-Zugart                                                                                        |
| vsoll       | Soll-Geschwindigkeit (z. B. bei AFB) |
| vziel       | Ziel-Geschwindigkeit, die nach Ablauf eines Weges unterschritten sein soll                                                                 |
| vzul        | örtlich zulässige Geschwindigkeit des schnellsten Zuges                                                                                    |
| VMEV        | Verein Mitteleuropäischer Eisenbahnverwaltungen                                                                                            |
| VMZ         | vmax Zug, Maximal (größte) zulässige Geschwindigkeit des Zuges                                                                             |
| vollst      | vollständig |
| Vorsbef     | Vorsichtsbefehl |
| v Pl        | vor Plan |
| Vpr         | Vizepräsident |
| Vr          | Vr 0, Vr 1, Vr 2 – Signalbegriff eines Vorsignals                                                                                          |
| vS          | in Verkehrstage-Angaben: an Werktagen, die vor einem Sonn- oder Feiertag liegen                                                            |
| VS          | Vollschrankenanlage |
| VS          | Vorsignal |
| Vsig        | Vorsignal |
| vsl         | voraussichtlich |
| Vst         | Vorstand, Vorsteher |
| VstV        | Vorsteher-Vertreter |
| v.T.        | vom Tausend (Längsneigung in Promille) |
| VT          | Verbrennungstriebwagen, siehe Triebwagen                                                                                                   |
| V-Traktion  | Dieseltraktion |
| vun         | von und nach |
| Vü          | Verkehrsüberwachung |
| V-Wagen     | Verschlagwagen |
| Vz          | Vorzug |
| VzG         | Verzeichnis örtlich zulässiger Geschwindigkeiten (siehe Streckennummer)                                                                    |

## W
| W          | Wagenladung |
| W          | Wagenwirtschaft |
| W          | Warning supervision limit; ETCS-Begriff |
| W          | Wärterstellwerk |
| W          | Weiche |
| W          | in Verkehrstage-Angaben: Werktags (siehe auch S) |
| W          | einlösige Westinghouse-Bremse |
| Wa         | Weichenentstörungstaste |
| Wa         | Weiterabfertigung |
| WA         | Weichenanfang |
| WAGT       | Weichenauffahrgruppentaste |
| WAN        | Wagennorm |
| Was        | Wagenausbesserungsstelle |
| WAS        | Wagenabnahmestelle |
| WAT        | Weckerabschalttaste |
| WAT        | Weichenauffahrtaste |
| Wa-Signale | Signal des Signalbuchs: Warnsignale bei Arbeiten im Gefahrenbereich der Gleise                                                                         |
| WB         | Wirbelstrombremse |
| Wbr        | selbsttätige Druckluftbremse der Bauart Westinghouse mit Einfachsteuerventil                                                                           |
| Wbs        | Wagenbetriebsstelle |
| Wdb        | Wagendienstbuch |
| wdh        | wiederholen |
| Wdh        | Wiederholer (Signal; RL 408) |
| We         | Weichenentsperrtaste (versiegelte Gruppentaste in Gleisbildstellwerken zum Umstellen von Weichen bei gestörter Gleisfreimeldung)                       |
| WE         | Wagenende |
| WE         | Weichenende |
| WE         | Weicheneinheit |
| Weiterf    | Weiterfahrt |
| Wg         | Wagen |
| Wg         | Weichengruppentaste |
| WG         | Reisezugwagen-Gattungsbuchstabe Gesellschaftswagen („Tanzwagen“)                                                                                       |
| Wgd        | Wagendienst |
| Wgl        | Wagenladung |
| Wgm        | Wagenmeister |
| Wgm        | Wagenmeldung |
| Wgp        | Wagenprüfer |
| Wgs        | Wagengrenzstelle |
| Wgsch      | Wiegeschein |
| WGT        | Weichengruppentaste |
| Wh         | Weichenhilfsauflösetaste (versiegelte Gruppentaste mit Zählwerk in Spurplanstellwerken zur einzelnen Fahrstraßenhilfsauflösung von Weichenabschnitten) |
| WHT        | Weichenhilfstaste |
| Whz        | Warmwasserheizung |
| Whz        | Weichenheizung |
| Whzkd      | Warmwasserheizung mit Kohle- oder Dampfheizung |
| Whzküös    | Warmwasserheizung über Kühlwasserumlauf oder Ölbefeuerung, selbstregelnd                                                                               |
| Whzö       | Warmwasserheizung mit Ölbefeuerung |
| Whzöde     | Warmwasserheizung mit Öl-, Dampf- oder elektrischer Heizung                                                                                            |
| Whzöd-f    | Warmwasserheizung mit Öl- oder Dampfheizung mit Frostschutzmittel                                                                                      |
| Whzös      | Warmwasserheizung mit Ölbefeuerung, selbstregelnd |
| Whzv       | Warmwasser- (Kühlwasser-) und Abgaszusatzheizung in Verbrennungstriebwagen                                                                             |
| Wl         | Weichenselbstlaufaus- bzw. -einschalttaste |
| WL         | Reisezugwagen-Gattungsbuchstabe Schlafwagen (nur in Verbindung mit A und/oder B)                                                                       |
| Wm         | Wagenmeisterei |
| Wm         | Werkgrenzmaß |
| WM         | Weichenmitte |
| Wn-Signale | Signal des Signalbuchs: Weichensignale |
| WON        | Wagenordnungsnummer |
| Wp         | Wagenmeisterposten |
| Wpbr       | selbsttätige Druckluftbremse der Bauart Westinghouse mit schnellwirkendem Steuerventil                                                                 |
| WR         | Reisezugwagen-Gattungsbuchstabe Speisewagen |
| WR         | Wechselrichter |
| Ws         | Weichenentstörtaste (Gruppentaste, bei Stellwerken ohne Auffahrzählwerk mit Zählwerk, zum Umstellen von aufgefahrenen Weichen)                         |
| Wsb        | Weichenstellbude |
| Wsp        | Wiederholungssperre (Begriff aus der Eisenbahnsicherungstechnik)                                                                                       |
| WT         | Wachsamkeitstaste (von Zugbeeinflussungssystemen) |
| WT         | Weichenstelltafel (bei EOW) |
| WT         | Wirksamkeitstaste |
| WTU        | wagentechnische Untersuchung |
| WTB        | Wire Train Bus (Zugbus) |
| WU         | Wiederholungsuntersuchung |
| Wu         | Wehrmachtsurlauberzug |
| WÜ         | Wegübergang |
| WUD        | Wagenuntersuchungsdienst |
| WÜSA       | Wegübergangssicherungsanlage |
| Wüst       | Wagenübergabestelle |
| WUT        | Weckerunterbrechertaste |
| Wv         | Weichenvorschrift |
| Wv         | Weichenverschlussfeld (alte österreichische Bezeichnung für Ff- und Fa-Felder)                                                                         |
| Ww         | Weichenwärter |
| Ww         | Weichenwerk |
| WZD        | wirksame Zugdaten |
| WzV        | Wartezeitvorschriften |

## X
| x       | Kennbuchstabe (in Verbindung mit einem Reisezugwagen-Gattungsbuchstaben) S-Bahn-Wagen mit Großräumen in 1. und 2. Klasse, Zugsammelschiene zur Stromversorgung, Mitteleinstiegen und Hochleistungsbremse (siehe auch: x-Wagen) |
| X       | Achse |
| X       | Kreuzung (eines Zuges mit einem anderen), Fahrstraßenausschluss |
| X       | Radsatz |
| X-Wagen | Arbeitswagen (sonstiger Güterwagen) |

## Y
| y | Kennbuchstabe (in Verbindung mit einem Reisezugwagen-Gattungsbuchstaben) wie Bauart n, jedoch nur 11 fiktive Abteile und Wendezugsteuerleitung beliebiger Bauart |

## Z
| Z          | Reisezugwagen-Gattungszeichen, Zellenwagen für den Gefangenentransport                         |
| Z          | Güterwagen-Gattungszeichen, Kesselwagen                                                        |
| z          | Kennbuchstabe, Wagen mit zentraler Energieversorgung aus der Zugsammelschiene                  |
| Z          | Zug                                                                                            |
| Z          | Zugkraft                                                                                       |
| Za         | Zustimmungsabgabefeld (Blockfeld auf mechanischen Stellwerken)                                 |
| Za         | Zustimmungsabgabe                                                                              |
| Zak        | Zugankünder (Hilfseinrichtung im Stellwerk für die zeitgerechte Anschaltung des Ersatzsignals) |
| Zabf       | Zugauflösebahnhof                                                                              |
| Zast       | Zentralabrechnungsstelle                                                                       |
| ZAT        | Zugabfertigung durch Triebfahrzeugführer                                                       |
| ZB         | Zentralbatterie                                                                                |
| ZB         | Zugangsberechtigter (zur Eisenbahninfrastruktur)                                               |
| ZB         | Zwangsbremsung                                                                                 |
| ZB         | Zwischenbremsstaffel                                                                           |
| ZbA        | Zusammenfassung betriebsdienstlicher Anweisungen                                               |
| Zbbf       | Zugbildungsbahnhof                                                                             |
| ZBF        | Zugbahnfunk                                                                                    |
| ZBBL       | Zentrale BauBetriebsLeitung der DR                                                             |
| ZBDR       | Zentrale Bildstelle der DR                                                                     |
| Zbk        | Zentralblock                                                                                   |
| ZBM        | Zugbremsmanager                                                                                |
| ZBS        | Zentrale Beschaffungsstelle                                                                    |
| ZBS        | Zugbeeinflussungssystem S-Bahn Berlin                                                          |
| Zbu        | Zuschlag für Bremsungenauigkeit                                                                |
| Z-BSL      | Zentrale Betriebsleitung                                                                       |
| ZBWL       | Zentrale Betriebswechselsprechanlage                                                           |
| Zc         | Zugchef                                                                                        |
| Zd         | Zugdeckungssignal                                                                              |
| Zd         | Zugdisponent                                                                                   |
| ZD         | Zugdispatcher                                                                                  |
| ZDE        | Zugdateneingabe                                                                                |
| ZDE        | Zugdateneinsteller                                                                             |
| ZDS        | Zeitmultiplexe Doppeltraktionssteuerung                                                        |
| Ze         | Zustimmungsempfangsfeld (Blockfeld auf mechanischen Stellwerken)                               |
| Ze         | Zustimmungsempfang                                                                             |
| ZE         | Zielentfernung; Bei anzeigegeführten Zügen                                                     |
| ZEFBA      | Zentrale elektronische Frachtbe- und -abrechnung                                               |
| Zes        | Zentralschaltstelle                                                                            |
| ZEV        | Zentrale Energieversorgung                                                                     |
| Zf         | Zugführer                                                                                      |
| Zf         | Zugförderung                                                                                   |
| ZF         | Zugfunk                                                                                        |
| Zfe        | Zugfertigsteller                                                                               |
| ZFIV       | Zentrales Forschungsinstitut des Verkehrswesens                                                |
| Zfst       | Zugfolgestelle                                                                                 |
| Zugg       | Zuggattung                                                                                     |
| Zg         | Zug                                                                                            |
| Zgf        | Zugführer                                                                                      |
| ZG         | ZugGastronom                                                                                   |
| ZG         | Zeichengabe-Streckenblock, österreichische Regelbauart des Streckenblocks                      |
| Zg-Signale | Signale des Signalbuchs: Signal an Zügen und Kleinwagen                                        |
| Zgv        | Zungenvorrichtung                                                                              |
| z I        | zur Instandsetzung                                                                             |
| ZiE        | Zustimmung im Einzelfall                                                                       |
| ZIM        | Zuginfomonitor                                                                                 |
| ZIP        | Zug-IT-Plattform                                                                               |
| ZKDR       | Zentralkasse der DR                                                                            |
| ZKo        | Zentraler Koordinator                                                                          |
| Zlr        | Zugleiter                                                                                      |
| ZL         | Zuglänge                                                                                       |
| ZLB        | Zugleitbetrieb                                                                                 |
| ZLB        | Zugleitbereich                                                                                 |
| ZLB 01     | (Zugleitbereich) Unterstützendes System auf GPRS-(GSM-)Basis                                   |
| Zl-Bf      | Zugleit-Bahnhof                                                                                |
| Zl-Fdl     | Zugleit-Fahrdienstleiter                                                                       |
| ZLDR       | Zentrale Leitung der DR                                                                        |
| Zlm        | Zuglaufmeldung                                                                                 |
| Zlms       | Zuglaufmeldestelle                                                                             |
| Zlr        | Zuglenker                                                                                      |
| Zls        | Zuglaufstelle                                                                                  |
| Zm         | Zugmeldung                                                                                     |
| Zm         | Zugmelder                                                                                      |
| ZM         | Zugschlussmeldung/Zugvollständigkeitsmeldung                                                   |
| ZMA        | Zugnummernmeldeanlage                                                                          |
| zmax       | maximale Zugkraft                                                                              |
| Zmb        | Zugmeldebuch                                                                                   |
| ZMP        | Zugmeldeposten                                                                                 |
| ZMP        | Zugschlussmeldeposten (RL 408)                                                                 |
| Zmst       | Zugmeldestelle                                                                                 |
| Zm-Signale | Signale des Signalbuchs: Zugmelde- oder Gefahrensignal                                         |
| ZMS        | Zeitmultiplexe Mehrfachtraktionssteuerung                                                      |
| ZOE        | Zentrale Oberbauerneuerung                                                                     |
| Zp         | Zugbildungsplan                                                                                |
| Zp         | Zugpersonal                                                                                    |
| Zp-Signale | Signale des Signalbuchs: Signale für das Zugpersonal                                           |
| Zrev       | Zugrevisor                                                                                     |
| ZRWD       | Zentrale Regelwerksdatenbank                                                                   |
| Zs         | Zugschaffner                                                                                   |
| ZS         | Zwischensignal                                                                                 |
| ZS         | Zugsammelschiene                                                                               |
| ZSB        | Zusatzbestimmungen zur Signal- und Betriebsvorschrift                                          |
| ZSG        | Zentralsteuergerät, Zentrales Steuergerät                                                      |
| ZSG        | Zugsteuergerät                                                                                 |
| Zsig       | Zwischensignal                                                                                 |
| ZSL        | Zugsteuerleitung                                                                               |
| zsoll      | Zugkraftsollvorgabe                                                                            |
| ŽSR        | Železnice Slovenskej republiky, staatliches slowakisches Eisenbahninfrastrukturunternehmen     |
| ZSS        | Zugsicherungssystem                                                                            |
| ZSSK       | Železničná spoločnosť Slovensko, staatliches slowakisches Eisenbahnverkehrsunternehmen         |
| Zs-Signale | Signale des Signalbuchs: Zusatzsignale für Hauptsignale                                        |
| Zstw       | Zentralstellwerk                                                                               |
| ZSU        | Zugsammelschienenumrichter                                                                     |
| ZSV        | Zusatzbestimmungen zur Signal- und Verkehrsvorschrift                                          |
| Zt         | Zugtechniker                                                                                   |
| ZTL        | Zentrale Transportleitung                                                                      |
| ZTP        | Zentrale Transportleitung                                                                      |
| z U        | zur Untersuchung                                                                               |
| Zü         | Zugüberwachung                                                                                 |
| Zub        | Zugbegleiter, Zugbegleitpersonal                                                               |
| ZUB        | Zugbeeinflussung (z. B. ZUB 262)                                                               |
| Zuf        | Zuführung                                                                                      |
| ZugBesy    | Zugbeeinflussungssystem                                                                        |
| zugest     | zugestimmt                                                                                     |
| Zugg       | Zuggattung                                                                                     |
| Zugm       | Zugmelder                                                                                      |
| Zugv       | Zugvorbereiter                                                                                 |
| zul        | zulässig                                                                                       |
| ZumbA      | Zugfahrt mit besonderem Auftrag                                                                |
| zust       | zuständig                                                                                      |
| ZVA        | Zentralverkehrsamt                                                                             |
| ZVM        | Zugvorbereitungsmeldung                                                                        |
| Zvsig      | Zwischenvorssignal                                                                             |
| ZVÜ        | Zentrale Verkehrs-Überwachung                                                                  |
| zw         | zwischen                                                                                       |
| ZW         | Zentralstelle für den Werkstättendienst                                                        |
| Zwb        | Zweiwegebagger                                                                                 |
| Z-Wagen    | Zisterne-Wagen (Kesselwagen)                                                                   |
| zweifl     | zweiflügelig                                                                                   |
| zweigl     | zweigleisig                                                                                    |
| ZWG        | Zentrale Weg- und Geschwindigkeitserfassung                                                    |
| ZWS        | Zeitmultiplexe Wendezugsteuerung                                                               |
| ZvF        | Zusammenstellung der vertrieblichen Folgen                                                     |
| ZZS        | Zugsteuerung, Zugsicherung und Signalgebung                                                    |

## Sonstige
| 4.2 |  | Technischer Berechtigter (nach Betra Punkt 4.2) |
| 4QS |  | Vierquadrantensteller                           |